# Leni Riefenstahl
Helene Bertha Amelie Riefenstahl, conocida como Leni Riefenstahl (pronunciado /ˈleːniː ˈʁiːfn̩ʃtaːl/ⓘ; Berlín, 22 de agosto de 1902-Pöcking, 8 de septiembre de 2003), fue una actriz, cineasta y fotógrafa alemana. Está considerada como una de las figuras más controvertidas de la historia del cine: sus críticos han catalogado su trabajo como propaganda del nacionalsocialismo, aunque para otros fue una cineasta innovadora y creativa, cuyas obras fueron explotadas con fines propagandísticos por el Tercer Reich.
Nadadora y artista en su infancia, también estuvo interesada por la danza, aunque la abandonó debido a una lesión en la rodilla. Debutó en la actuación después de ver un cartel promocional del largometraje La montaña del destino (Der Berg des Schicksals) de 1924. Entre 1925 y 1929 participó en cinco películas exitosas. En 1932 se convirtió en una de las pocas alemanas en dirigir una película en la República de Weimar, al realizar su propia producción La luz azul (Das Blaue Licht). Ese mismo año conoció a los principales dirigentes del Partido Nacionalsocialista Obrero Alemán (NSDAP) en un evento político en Berlín. En una reunión con su líder, Adolf Hitler, fue elegida para rodar las películas del partido, promesa que se materializó cuando los nazis llegaron al poder.
Dirigió El triunfo de la voluntad (Triumph des Willens) y Olympia, por las que recibió atención y reconocimiento mundial. Algunos críticos consideran que están entre las películas propagandísticas más impresionantes y técnicamente innovadoras que jamás se hayan hecho. Sin embargo, su participación en las películas del NSDAP dañó significativamente su carrera y reputación después de la Segunda Guerra Mundial. La naturaleza exacta de su relación con Hitler sigue siendo tema de debate, aunque se sabe que existió una buena amistad entre ellos, sobre todo durante la producción de los largometrajes. Algunos críticos han argumentado que la complicidad de Riefenstahl fue esencial para llevar a cabo la misión del Holocausto.
Detenida y juzgada al finalizar la guerra, quedó clasificada como «compañera de ruta» (Mitläufer) y no fue asociada con los crímenes de guerra de los nazis. A lo largo de su vida, negó haber estado al tanto del Holocausto y ganó cerca de cincuenta casos de difamación en los tribunales. Además de dirigir, escribió una autobiografía y varios libros sobre las tribus nuba de Sudán, criticados como una reminiscencia de la estética totalitaria del fascismo. Murió de cáncer el 8 de septiembre de 2003 a la edad de 101 años y fue enterrada en el cementerio arbolado de Múnich. Póstumamente elogiada por el conjunto de sus obras, sigue siendo una de las directoras de cine más aclamadas.

## Primeros años

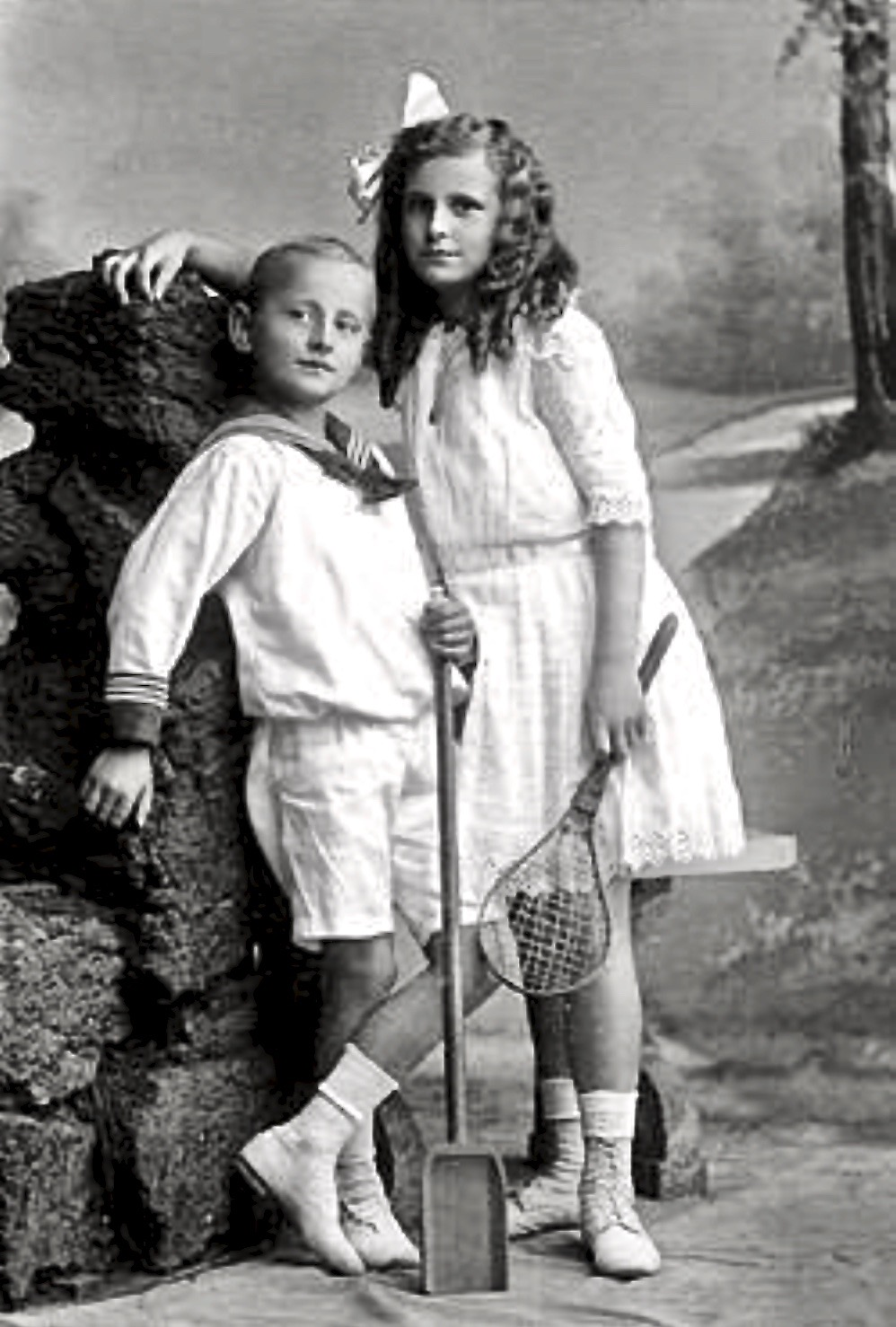
Leni Riefenstahl y su hermano Heinz en 1914.

Nació en Berlín el 22 de agosto de 1902. Su padre, Alfred Theodor Paul Riefenstahl, era dueño de una compañía de calefacción y ventilación y quería que su hija lo siguiera en el mundo de los negocios. Como fue única hija durante varios años, su padre quería que mantuviera el apellido y asegurara la fortuna familiar. Sin embargo, su madre, Bertha Ida (Scherlach), que fue costurera a tiempo parcial antes del matrimonio, tenía fe en su hija y creía que su futuro estaba en el mundo del espectáculo. Riefenstahl vivió con su familia en Prinz-Eugen-Straße en Wedding (Berlín-Mitte) en sus primeros años, luego la familia se trasladó a su propia casa en Zeuthen, cerca de la capital. Tenía un hermano menor, Heinz (1905-1944), muerto a la edad de 39 años en el Frente Oriental de la guerra contra la Unión Soviética.
Estudió en la escuela de primaria de Neukölln en 1908. Luego asistió al Kollmorgensche Lyzeum, una escuela secundaria privada en Tiergarten, que abandonó en 1918. Se interesó en las artes en su infancia: comenzó a pintar y escribir poesía a la edad de cuatro años; después de graduarse de la escuela, recibió clases de pintura y dibujo en la Escuela Estatal de Artes Aplicadas de Berlín. En su tiempo libre, recibió lecciones de piano y se entusiasmó con los deportes desde temprana edad; a los doce años se unió a un club de gimnasia y de natación para mujeres en Charlottenburg. Su madre confiaba en que crecería para tener éxito en el campo de las artes y le dio todo su apoyo, a diferencia de su padre, que no estaba interesado en las inclinaciones artísticas de su hija.
En 1918, cuando tenía dieciséis años, asistió a una presentación de Blancanieves, que le interesó profundamente y la llevó a querer ser bailarina, pero su padre quería brindarle una educación que pudiera conducirla a una ocupación «más digna». Sin embargo, su madre continuó apoyando su pasión por la danza. Sin el conocimiento del padre, la inscribió en clases de baile y danza clásica en la Escuela de Danza Grimm-Reiter de Berlín, donde rápidamente se convirtió en una alumna estrella. Allí aprendió, entre otras cosas, gimnasia rítmica y baile, improvisación y baile de fantasía. Cuando Riefenstahl intervino en sustitución de la enferma Anita Berber en una función de baile escolar en el teatro Blüthner de Berlín, su padre se enteró de las lecciones secretas de danza y la envió un año a un internado en Thale en las montañas de Harz. Continuó practicando baile, hizo teatro y asistió a las actuaciones al aire libre con su compañera de internado Hela Gruel. De 1920 a 1923 trabajó como secretaria en la compañía de su padre, donde aprendió mecanografía, taquigrafía y contabilidad. Durante este tiempo se le permitió continuar sus clases de baile en Grimm-Reiter y también tomó clases de ballet clásico de 1921 a 1923 con la profesora Eugenie Eduardowa. Asimismo, aprendió danza expresiva en la Escuela Jutta Klamt de Fasanenstraße y tomó lecciones de boxeo de Sabri Mahir. En 1923 asistió a la escuela de baile de Mary Wigman en Dresde durante unos meses, donde se aprendió junto a Gret Palucca, Vera Skoronel e Yvonne Georgi; en esta época tuvo su primera relación con el tenista profesional Otto Froitzheim.

## Carrera en el baile y la actuación
En 1923 conoció al banquero y futuro productor de cine Harry Sokal en unas vacaciones en las playas del Báltico, y este financió su debut como bailarina solista el 23 de octubre de 1923 en Múnich, además de una gira de seis meses con casi setenta apariciones en Alemania y el extranjero. También fue contratada por Max Reinhardt para dos presentaciones en solitario en obras de cámara del Teatro Alemán de Berlín. Al año siguiente realizó un viaje de estudios a Nueva York con el compositor neerlandés Jaap Kool, posiblemente financiado por Sokal; entró en dicha excursión mediante el grupo de baile de Jutta Klamt, para quien Kool había preparado piezas musicales. El periodista Fred Hildenbrandt describió el estilo de baile de Riefenstahl: 

Dieses sehr schöne Mädchen ringt wohl inständig um einen Rang neben den dreien, die man ernst nimmt: der Impekoven, der Wigman, der Gert. Und wenn man dieses vollkommen gewachsene hohe Geschöpf in der Musik stehen sieht, weht eine Ahnung daher, dass es Herrlichkeiten im Tanz geben könnte, die keine von jenen dreien zu tragen und zu hüten bekam, nicht der heroische Gongschlag der Mary, nicht der süße Geigenlauf der Niddy, nicht die grausame Trommel der Valeska: die Herrlichkeit der Tänzerin, die alle tausend Jahre wiederkehrt. Aber dann beginnt dieses Mädchen ihren Leib zu entfalten, die Ahnung verweht, der Glanz ergraut, der Klang verrostet […].
Esta chica muy hermosa lucha por un puesto al lado de las tres que se toman esto en serio: Impekoven, Wigman y Gert. Y cuando miras a esta criatura alta y completamente crecida de pie durante la música, piensas que habría glorias en la danza que ninguna de las tres pudo alcanzar y proteger, ni el heroico golpe de gong de Mary, ni el dulce violín de Niddy, ni el cruel tambor de Valeska: la gloria de la bailarina que vuelve cada mil años. No obstante, cuando esta chica comience a desarrollar su cuerpo, el presentimiento se habrá ido, el brillo se volverá gris, el sonido se oxidará […].

 En abril de 1924, el crítico de arte e historiador de danza alemán John Schikowski dio su opinión sobre la actuación de Riefenstahl en una función matutina (matiné) en el Volksbühne de Berlín:

Knie- und Hüftgelenke erscheinen zuweilen etwas eingerostet, die früher so wunderbar suggestive Sprache der Arme ist teilweise verstummt; an ihre Stelle trat ein äußerlich effektvolles, aber oft seelenloses Spiel der Hände.
A veces las rodillas y las articulaciones de las caderas parecían algo oxidadas y el lenguaje corporal de los brazos que antes era maravillosamente sugerente casi se ha silenciado; en su lugar había un juego de manos aparentemente efectivo, pero frecuentemente desalmado.

Solía ganar casi 700 marcos imperiales por cada actuación y estaba muy dedicada al baile. Llamó la atención de los pintores expresionistas Ernst Oppler, Eugen Spiro, Leo von König y Willy Jaeckel, quienes le hacían retratos en el teatro. En Praga comenzó a sufrir una serie de lesiones en los pies que la llevaron a una cirugía de rodilla y que eventualmente frustraron su carrera en el baile. Mientras asistía a una cita con el médico, vio un cartel de la película La montaña del destino (Der Berg des Schicksals) de 1924 y asistió a la proyección en un cine de la plaza Nollendorf. Quedó tan impresionada que decidió convertirse en actriz y también acudió a espectáculos de cine. Un año después se separó de Froitzheim, con quien había llegado a estar comprometida.

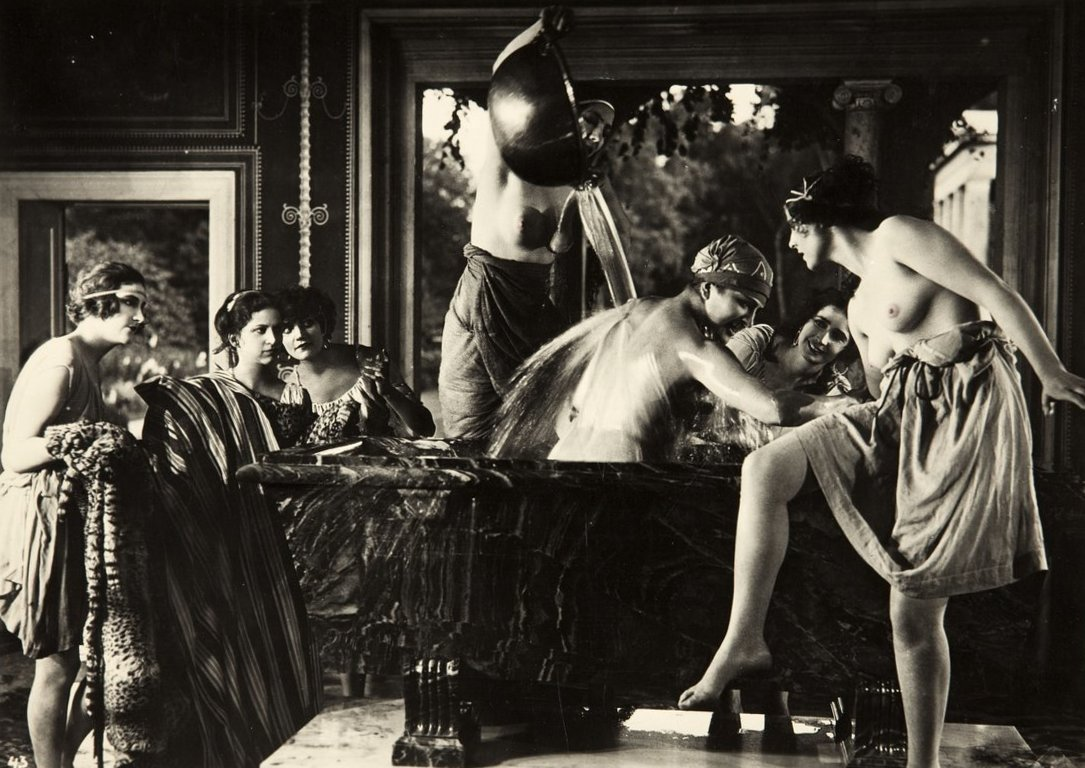
Fotograma del documental Caminos hacia la fuerza y la belleza (1925), su primera actuación en el cine; Riefenstahl, a la derecha, tomando un «baño romano».

Hizo su debut cinematográfico en una escena de gimnasia en el documental Caminos hacia la fuerza y la belleza (Wege zu Kraft und Schönheit) de 1925. En un hotel en los Dolomitas, conoció a Luis Trenker, actor de La montaña del destino, con quien tuvo una breve aventura. En una reunión organizada por su amigo Gunther Rahn, conoció a Arnold Fanck, director de esa producción y pionero del género de películas de montaña y que casualmente estaba trabajando en una en Berlín. Después de que Riefenstahl comentara cuánto admiraba su trabajo, lo convenció de su habilidad para actuar y lo persuadió para que la incluyera en una de sus películas, por lo que Fanck le envió un paquete que contenía el guion de la cinta La montaña sagrada (Der Heilige Berg) en la que tendría el papel de bailarina. En una entrevista, Fanck comentó:

Als ich Leni Riefenstahl sah, war mein erster Eindruck: Naturkind. Keine Schauspielerin, keine ‚Darstellerin‘. Diese Frau tanzt sich selbst. Man musste ihr also eine Rolle schreiben, die aus ihrem Wesen geboren ward.
Cuando vi a Leni Riefenstahl, mi primera impresión fue: hija de la naturaleza. No era actriz, ni “intérprete”. Esta mujer bailaba, así que tenías que escribirle un papel propio de su naturaleza.

 Para la filmación, que duró 18 meses, aprendió a esquiar durante las tomas al aire libre que se realizaron en los Alpes suizos. Fanck también le explicó las funciones de la cámara de cine y le mostró cómo usar los lentes, las diferentes distancias focales y el efecto de los filtros de color. Después de completar la filmación, también le enseñó a manipular, copiar y cortar el metraje. Riefenstahl recibió críticas mixtas por su actuación. El Berliner Morgenpost publicó el 19 de diciembre de 1926: «Leni Riefenstahl no pudo aportar nada en términos de actuación. Tampoco parecía haber progresado mucho». Por otro lado, el crítico Oskar Kalbus dijo:

Zwischen diesen herrlichen Männern steht eine für die Kinoleinwand neue Frau: die junge Tänzerin Leni Riefenstahl, ein beinahe unwahrscheinlich zartes, von feinsten Rhythmen beseeltes Geschöpf, keineswegs nur Tänzerin, sondern auch Schauspielerin, die viel natürliche Innerlichkeit mitbringt.
Entre estos hombres magníficos se encuentra una nueva mujer en la pantalla grande: la joven bailarina Leni Riefenstahl, una criatura casi increíblemente delicada, inspirada en los mejores ritmos, de ninguna manera solo una bailarina, sino también una actriz que lleva consigo abundante interioridad natural.

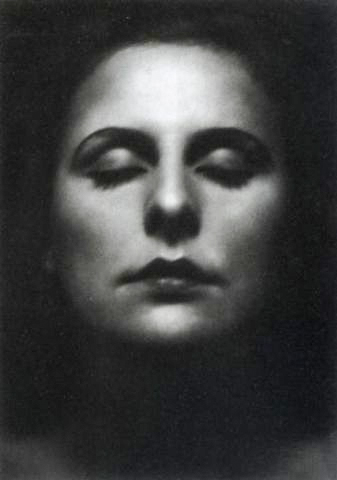
Riefenstahl en una postal publicitaria de Alexander Binder (1928).

Riefenstahl audicionó para el papel de Gretchen en Fausto (Faust – eine deutsche Volkssage) de Friedrich Wilhelm Murnau, un cuento popular alemán de 1926. Fue preseleccionada, pero perdió el papel ante la entonces desconocida actriz Camilla Horn. De mayo a noviembre de 1927, también bajo la dirección de Fanck, tuvo lugar el rodaje físicamente exigente de la película deportiva El gran salto (Der große Sprung) en los Dolomitas. Para el papel, aprendió alpinismo y escalada con Hans Schneeberger, quien junto a Trenker desempeñó uno de los dos roles principales masculinos. Riefenstahl y Schneeberger mantuvieron después una relación privada por tres años. El largometraje fue un éxito, pero la dejó asociada a la imagen de «una mujer entre dos hombres» en el ambiente de aventura y montaña, por lo que no tuvo otras ofertas. Solo con el drama histórico de Rolf Raffé El destino de los de Habsburgo (Das Schicksal derer von Habsburg) de 1928, logró cambiar de roles con la encarnación de María Vetsera.
Una de las películas que la puso en el centro de atención fue El infierno blanco del Piz Palü (Die weiße Hölle vom Piz Palü) de 1929, dirigida por Fanck y Georg Wilhelm Pabst. Las tomas externas, que llevaron al equipo de filmación al macizo de la Bernina, fueron filmadas al mando de Fanck, mientras que Pabst se hizo cargo de dirigir las tomas interiores. Riefenstahl había persuadido a Pabst para que participara en el proyecto porque quería convertirse en una actriz seria bajo su liderazgo de actuación, ya que había ayudado a Greta Garbo en Bajo la máscara del placer (Die freudlose Gasse) de 1925. Después de su estreno el 11 de octubre de 1929 en Viena, la cinta se convirtió en un gran éxito nacional e internacional y Riefenstahl recibió la respuesta positiva que deseaba por su actuación. El periódico B.Z. am Mittag la describió: 

Leni Riefenstahl, schauspielerisch so gut wie noch nie zuvor, zeigt bei aller fraulichen Anmut jungenhafte Courage und Gewandtheit, sie ist die wohl sympathischste und brauchbarste Hochtouristin im deutschen Film.
Leni Riefenstahl, actuando mejor que nunca, muestra coraje juvenil y destreza con toda su gracia femenina. Es probablemente la turista más simpática y útil del cine alemán.

En Berlín, conoció al director Josef von Sternberg a fines de la década de 1920; lo visitaba durante su trabajo en los estudios de cine de la UFA en Babelsberg y, según el crítico de cine Hans Feld, se dice que tenía esperanzas para el papel de Lola Lola en El ángel azul (Der blaue Engel), adaptación cinematográfica de la novela El profesor Unrat de Heinrich Mann, con el que Marlene Dietrich se convirtió en una estrella de cine internacional. Riefenstahl rechazó la oferta de Sternberg de acompañarlo a Hollywood debido a su relación con Schneeberger, aunque poco tiempo después este último se separó de ella por otra mujer. Su siguiente película, Tormentas sobre el Mont Blanc (Stürme über dem Mont Blanc) de 1930, grabada sin sonido, fue doblada después de que se completó la filmación. Para dar el salto del cine mudo al sonoro, donde fracasaron muchos exitosos actores como Vilma Bánky, Pola Negri o Lars Hanson, Riefenstahl tomó lecciones de dicción con el director Eugen Herbert Kuchenbuch.

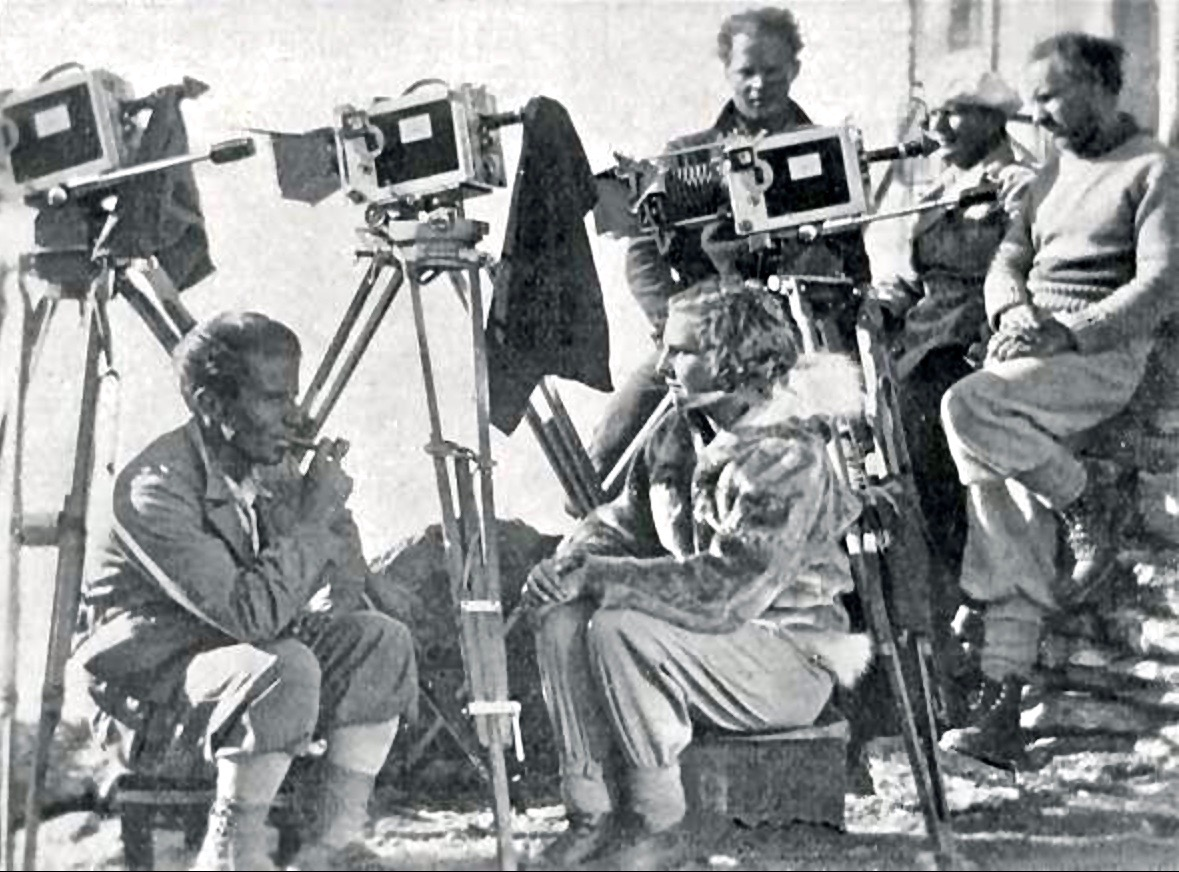
Con el equipo de filmación de Tormentas sobre el Mont Blanc (1930), conversando con su mentor, el director Arnold Fanck.

Además de actuar, comenzó a escribir guiones y reportes de producción. Publicó el primero en la revista Film-Kurier sobre la película deportiva El estadio blanco (Das weiße Stadion) de Fanck. En 1931 redactó la primera versión del guion para su largometraje La luz azul (Das Blaue Licht), coescrito por Carl Mayer y Béla Balázs. El argumento trata de un misterioso resplandor azul en el pico de una montaña durante las noches de luna llena y que atrae mágicamente a los jóvenes de un pueblo de montaña, quienes luego tienen un accidente fatal al ascender. Riefenstahl fundó su primera compañía cinematográfica (L.R. Studiofilm) y convenció a su mecenas Harry Sokal para invertir en el proyecto. Asumió el rol femenino principal, dirección, gestión de producción y edición; interpretó a una campesina inocente, pero odiada por los aldeanos porque creen que es diabólica y la expulsan, por lo que se resguarda en una resplandeciente gruta de montaña. La filmación, en la que los granjeros del valle Sarentino en Italia fueron actores aficionados, tuvo lugar de julio a septiembre de 1931. La película se estrenó el 24 de marzo de 1932 y, a pesar de las críticas mixtas, fue un éxito: en 1934, el Consejo Nacional de Crítica de Cine de Nueva York consideró a La luz azul entre las mejores películas extranjeras y la cinta ganó la Medalla de Plata en el Festival de Cine de Venecia, pero no fue universalmente bien recibida, por lo que echó la culpa a los críticos, en su mayoría judíos. Tras su relanzamiento en 1938, los nombres de Balázs y Sokal, ambos judíos, fueron eliminados de los créditos; algunos informes dicen que fue a instancias de la propia directora. Riefenstahl aseguró que recibía invitaciones para viajar a Hollywood para rodar películas, pero las rechazó para quedarse en Alemania con su novio.
El 27 de febrero de 1932, asistió a un evento de los nacionalsocialistas en el Palacio de Deportes de Berlín, en el que Adolf Hitler pronunció un discurso, y quedó fascinada por su talento como orador público. Al describir la experiencia en sus memorias, relató: «Tuve una visión casi apocalíptica que nunca pude olvidar. Parecía como si la superficie de la Tierra se extendiera frente a mí, como un hemisferio que de repente se divide en el medio, arrojando un enorme chorro de agua, tan poderoso que toca el cielo y sacude la tierra». Poco después, le pidió en una carta una reunión personal, que tuvo lugar en mayo de 1932 en Horumersiel, cerca de Wilhelmshaven. Según las memorias de Riefenstahl, Hitler aprovechó esta oportunidad para decirle que había quedado impresionado con La luz azul y añadió: 

Wenn wir einmal an die Macht kommen, dann müssen Sie meine Filme machen.
Una vez lleguemos al poder, tienes que hacer mis películas.

 Desde entonces, era una invitada recurrente en ceremonias y recepciones oficiales de altos funcionarios nazis, en las que conoció a Joseph y Magda Goebbels, Hermann Göring, Albert Speer y Julius Streicher.
En 1933 apareció en las coproducciones germanoestadounidenses de S.O.S. Eisberg por Arnold Fanck y Tay Garnett, filmadas simultáneamente en inglés y alemán y producidas y distribuidas por Universal Studios. El equipo se trasladó a Groenlandia en junio de 1932 y los Alpes suizos a principios de 1933. Su primer libro Batalla en nieve y hielo (Kampf in Schnee und Eis), publicado en 1933, fue el resultado de una serie de artículos sobre las experiencias en Groenlandia que escribió para la revista alemana Tempo y las conferencias que dio sobre la película. En este punto, ya había comenzado a filmar La victoria de la fe en Núremberg. Para que pudiera asistir a la primera exhibición de S.O.S. Eisberg en Berlín, Hitler le proporcionó su avión privado, que la llevó de regreso a Núremberg esa misma noche. Su actuación en S.O.S. Eisberg fue su único papel en el cine anglosajón.

## Carrera en la dirección

### «Directora de cine del Reich»

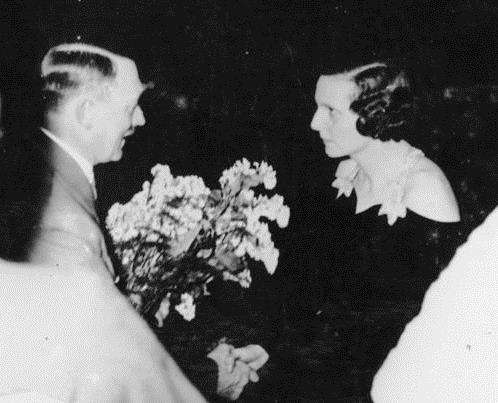
Adolf Hitler felicitándola por La victoria de la fe en 1934.

En la década de 1930, Riefenstahl había llamado la atención de Hitler, quien estaba muy cautivado por su trabajo. Para él, encajaba con el ideal de feminidad aria, característica que había notado cuando vio su actuación como protagonista en La luz azul. Después de reunirse con Hitler, le ofrecieron la oportunidad de dirigir La victoria de la fe (Der Sieg des Glaubens), una película de propaganda de una hora sobre la quinta Convención Nacional del Partido en 1933, lo que supuso una gran oportunidad para ella Hitler ordenó al Ministerio de Propaganda de Goebbels que entregara la comisión de cine a Riefenstahl, aunque ella afirmó después que el dicho organismo nunca le informó. Aceptó dirigir la película a pesar de que solo le dieron unos días para prepararse antes de la concentración. En el trascurso de la filmación formó una relación amistosa con Hitler y que duró doce años. La película de propaganda estuvo financiada en su totalidad por el Partido Nacionalsocialista Obrero Alemán (NSDAP).
Dado que no era miembro del NSDAP, no tenía experiencia en el género documental y además era mujer, la decisión de comprometerla en el proyecto inicialmente generó resentimiento dentro del partido. Arnold Raether y Eberhard Fangauf, que trabajaban en el Departamento IV (Cine) del Ministerio de Propaganda, trataron de sabotearla rechazando el material cinematográfico y sus camarógrafos y solicitando pruebas de su ascendencia aria. El secretario político de Hitler, Rudolf Heß, también intentó expulsarla del proyecto al acusarla de «difamación al Führer». Sin embargo, Riefenstahl logró imponerse contra sus rivales en el NSDAP con la protección de Hitler, quien no quería una exposición sobria del quinto congreso, sino una puesta en escena de propaganda centrada en él y con la intención de impresionar e inspirar a los espectadores. Por ello, confió en el talento artístico y visionario de Riefenstahl y la nombró oficialmente «directora de cine del Reich» (Reichsfilmregisseurin), cargo que ostentó hasta el fin de la Segunda Guerra Mundial.
Riefenstahl tomó la dirección, escribió el guion y eligió a Sepp Allgeier, Franz Weihmayr y Walter Frentz como camarógrafos. La filmación de La victoria de la fe tuvo lugar del 27 de agosto al 5 de septiembre de 1933, aunque el congreso se celebró del 30 de agosto al 3 de septiembre. La película se estrenó el 1 de diciembre de ese año y fue recibida con entusiasmo. Sin embargo, no estaba satisfecha con la versión final debido a algunas imperfecciones estéticas. Argumentó que no tuvo el tiempo suficiente para prepararse y se vio obstaculizada durante el rodaje, por lo que al final hubo poco material de archivo disponible. Sus quejas ante Hitler enfurecieron a Goebbels.
Durante el rodaje de La victoria de la fe, Hitler había estado al lado de Ernst Röhm, líder de las SA, con quien tuvo una estrecha relación laboral. Röhm fue asesinado por orden de Hitler poco tiempo después durante la purga de las SA, conocida como la «noche de los cuchillos largos» (Nacht der langen Messer) o el «golpe de Röhm» (Röhm-Putsch). Se ha constatado que, inmediatamente después de los asesinatos, Hitler instruyó la destrucción de todas las copias de la película, aunque Riefenstahl siempre negó que esto haya sucedido. Se consideró perdida hasta que en 1986 apareció una copia de 16 mm en el archivo de la República Democrática Alemana.

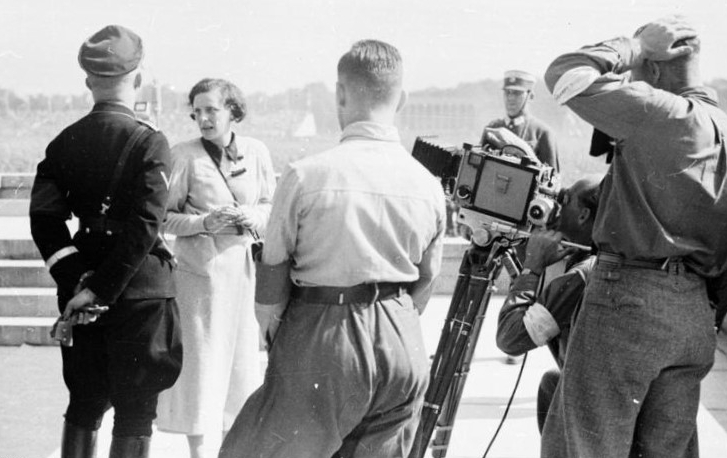
Riefenstahl instruyendo a su equipo de grabación de El triunfo de la voluntad en Núremberg (1934). La acompaña Heinrich Himmler (a la izquierda).

Impresionado con la cinta, Hitler le pidió que filmara El triunfo de la voluntad (Triumph des Willens), una nueva película de propaganda sobre el congreso del NSDAP de 1934 en Núremberg, en el que más de un millón de alemanes participaron en la manifestación. En esta ocasión, se le aseguró libertad artística y el NSDAP proporcionó fondos casi ilimitados y un equipo de 170 empleados, entre ellos treinta y seis camarógrafos en tierra y nueve en aeroplanos. Llevó siete meses completar el largometraje de 110 minutos, que resultó en un gran éxito cuando se estrenó el 28 de marzo de 1935 en el UFA-Palast de Berlín. Al mes siguiente logró ganancias récord en setenta ciudades alemanas. El triunfo de la voluntad es considerada por algunos críticos como la mejor película de propaganda jamás realizada. Con técnicas de montaje innovadoras, movimientos de cámara inusuales y música de fondo sugestiva, su obra se convirtió en uno de los medios propagandísticos más importantes para los nacionalsocialistas. Más de veinte millones de alemanes la vieron en el cine y también era exhibida en las escuelas. Con el material de archivo, publicó el libro Detrás de escena de la película de congreso del partido nazi (Hinter den Kulissen des Reichsparteitag-Films). En entrevista a los medios, dijo que al principio se resistió a dirigir y no quería trabajar más para el NSDAP, sino realizar una adaptación cinematográfica de Tierra baja (Tiefland) de Eugen d'Albert, una ópera muy popular en Berlín en la década de 1920 y basada en la novela homónima (Terra baixa) de Ángel Guimerá. Por El triunfo de la voluntad, recibió el Premio Nacional de Cine de 1935, el premio al mejor documental extranjero en el Festival de Cine de Venecia en 1935 y el Gran Premio en la Exposición Internacional de París de 1937.
Hitler pudo convencerla de filmar El triunfo de la voluntad con la condición de que no se le exigiría rodar más películas para el partido. La cinta es reconocida como una obra épica e innovadora de cine de propaganda y elevó su carrera a un nuevo nivel, con un mayor reconocimiento internacional. No obstante, a pesar de la promesa con Hitler, también dirigió Día de la libertad: nuestras fuerzas armadas (Tag der Freiheit! – Unsere Wehrmacht), de 28 minutos, sobre el ejército alemán en 1935. Una de las razones fue que, debido a la extensa filmación de El triunfo de la voluntad, otras producciones cinematográficas nazis fueron descuidadas. El cortometraje se realizó con motivo de la reintroducción del servicio militar obligatorio y debido al hecho de que en septiembre de 1934, por las malas condiciones climáticas, la Wehrmacht no pudo hacer grabaciones útiles para la documentación de aquel largometraje. Al igual que La victoria de la fe y El triunfo de la voluntad, se filmó en el congreso anual del NSDAP en Núremberg. Riefenstahl indicó a la prensa que el cortometraje era un subtema de La victoria de la fe, añadido para aplacar al ejército alemán que no sentía bien representado en El triunfo de la voluntad. Para la mayoría de los críticos de posguerra, la cinta muestra un ejército preparado para una guerra de agresión. Sin embargo, en una entrevista con Ray Müller para el documental La maravillosa vida horrible de Leni Riefenstahl (Die Macht der Bilder: Leni Riefenstahl) de 1993, Riefenstahl dijo que solo había filmado un ejercicio militar, un espectáculo, «nada más».
En enero de 1936, fue recibida por el primer ministro italiano Benito Mussolini en Roma. El Duce había visto la trilogía del NSDAP y quería ganarse a la directora de Hitler para la filmación de la recuperación de las Lagunas Pontinas. Sin embargo, Riefenstahl rechazó esta oferta para centrarse en su próximo proyecto en Berlín.
Fue invitada a filmar los Juegos Olímpicos de Verano de 1936, programados para celebrarse en la capital alemana, en una película que aseguró había sido encargada por Carl Diem, secretario general del Comité Olímpico Organizador, pero que fue financiada en secreto por el régimen nazi. En el otoño de 1935 comenzó a prepararse para el rodaje; Riefenstahl formó un gran equipo de camarógrafos —entre los que estaban Walter Frentz, Willy Zielke, Gustav Lantschner y Hans Ertl—, quienes tomaron las primeras imágenes de prueba en mayo de 1936. Dos meses antes del comienzo de los Juegos Olímpicos, visitó Grecia para fotografiar la ruta del relevo de la antorcha inaugural y el sitio original de los juegos en Olimpia, donde recibió la ayuda de la fotógrafa griega Nelly's (Elli Sougioultzoglou-Seraidari). El equipo se trasladó a Berlín para la grabación de la ceremonia de apertura el 1 de agosto. La película fue dividida en dos partes y, durante diez meses, la directora seleccionó, archivó y reunió el material de archivo —alrededor de 400 000 fotogramas en total— para ambos segmentos: Festival de las naciones (Fest der Völker) y Festival de la belleza (Fest der Schönheit).
Este material se convirtió en Olympia, una película de gran éxito que desde entonces ha sido ampliamente reconocida por sus logros técnicos y estéticos. Riefenstahl fue una de las primeras cineastas en usar tomas de seguimiento en un documental, en las que colocaba una cámara sobre rieles para seguir el movimiento de los atletas. La película también destaca por sus tomas en cámara lenta; también se experimentó con tomas bajo el agua, ángulos de filmación extremadamente altos y bajos, tomas panorámicas aéreas y tomas de seguimiento para permitir una acción rápida. Muchas de estas técnicas eran relativamente desconocidas en ese momento, pero el uso intensivo establecieron un estándar en la industria. Su trabajo en Olympia ha sido citado como una influencia importante en la cinematografía deportiva moderna. Riefenstahl filmó a los competidores de todas las etnias, como el afroestadounidense Jesse Owens, en lo que más tarde se convirtió en un importante material de archivo.

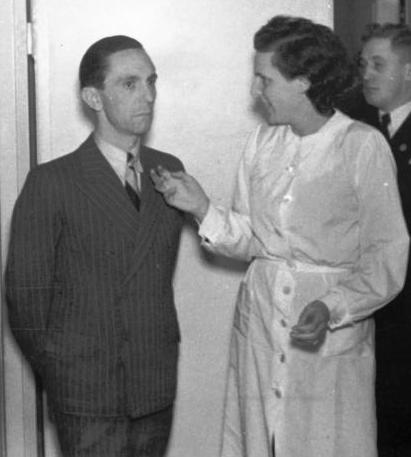
Riefenstahl en conversación con Joseph Goebbels, ministro de Propaganda, en 1937.

Según Riefenstahl, Goebbels se molestó cuando ignoró ella sus insinuaciones sexuales y que estaba celoso de su influencia en Hitler, al verla como una amenaza interna; tampoco que no se podía confiar en las entradas de su diario, que la describían como amigable con él y su esposa Magda, que asistía a la ópera con ellos e iba a sus fiestas. Según relatos posteriores, Goebbels apreciaba mucho la producción cinematográfica de Riefenstahl, pero estaba furioso con lo que veía como su gasto excesivo de los presupuestos cinematográficos proporcionados por los nazis. En su diario, Goebbels escribió el 6 de noviembre de 1936:

Frl. Riefenstahl macht mir ihre Hysterien vor. Mit diesen wilden Frauen ist nicht zu arbeiten. Nun will sie für ihren Film eine ½ Million mehr und zwei daraus machen. […] Sie weint. Das ist die letzte Waffe der Frauen. Aber bei mir wirkt das nicht mehr.
La señorita Riefenstahl se ha vuelto histérica. No se puede trabajar con estas mujeres salvajes. Ahora ella quiere para su película un millón y medio más y hacer dos con eso. […] Se puso a llorar. Es la última arma de la mujer, pero eso ya no funciona en mí.

 En el verano de 1937, Hitler organizó personalmente una reunión de reconciliación en presencia de fotógrafos de prensa en la nueva residencia de Riefenstahl en Berlín.
Olympia se estrenó en el 49.º cumpleaños de Hitler en 1938. La prensa alemana, que desde finales de 1936 tenía prohibido hacer crítica artística por el «decreto del espectador de arte» (Kunstbetrachter-Erlaß) de Goebbels, informó positivamente sin excepción. Para la distribución internacional, se produjeron versiones dobladas al inglés, francés e italiano, aunque en el Reino Unido se impidió el estreno. Su debut internacional la llevó a organizar una gira publicitaria en los Estados Unidos, en un intento de asegurar su lanzamiento comercial. En febrero de 1937, comentó entusiasmada a un corresponsal de The Detroit News: 

To me, Hitler is the greatest man who ever lived. He truly is without fault, so simple and at the same time possessed of masculine strength
Para mí, Hitler es el hombre más grandioso que jamás ha existido. Realmente es impecable, tan simple y al mismo tiempo con una fuerza masculina.

Avery Brundage, presidente del Comité Olímpico Internacional, elogió la película y felicitó a su directora. Aparte del Premio Nacional de Cine de 1938, recibió la Coppa Mussolini, el Premio Polar sueco, el Premio Honorario del Gobierno de Grecia en 1938, el Premio Kinema Junpo japonés en 1941 y el Diploma de la Medalla de Oro Olímpico del Comité Olímpico Internacional en 1948 en el Festival de Cine de Lausana.
Tras documentar el éxito de atletas estadounidenses como Jesse Owens y Forrest Towns en Olympia, esperaba establecerse en el negocio del cine en los Estados Unidos. La revista Time ya le había dedicado una portada en febrero de 1936 con el título «La Leni Riefenstahl de Hitler» (Hitler’s Leni Riefenstahl). Sin embargo, cuando arribó a Nueva York el 4 de noviembre de 1938, con las cintas en su equipaje, se enfrentó a la noticia de la «noche de los cristales rotos» (Kristallnacht) cinco días después, por la que, al ser cuestionada por periodistas, defendió públicamente a Hitler. El 18 de noviembre, fue recibida por Henry Ford en Detroit y la cinta se exhibió en el Chicago Engineers' Club dos días después. La Liga Antinazi y el Comité de Artistas Cinematográficos pidieron el boicot de las películas olímpicas y se colgaron carteles anti-Riefenstahl en Hollywood. Entre los pocos que la recibieron están el director King Vidor y los productores Louis B. Mayer y Walt Disney, quien el 8 de diciembre le mostró la producción en curso de Fantasía. Sin embargo, las reuniones no tuvieron éxito, por lo que regresó a Alemania en enero de 1939.

### Segunda Guerra Mundial

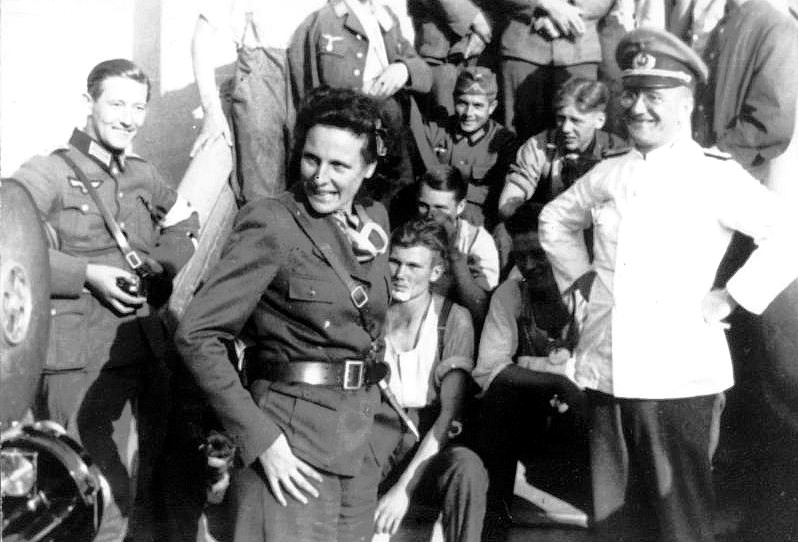
Como corresponsal de guerra en Polonia en 1939.

Cuando Alemania invadió Polonia el 1 de septiembre de 1939, por orden de Hitler se formó la «tropa especial de filmación Riefenstahl» (Sonderfilmtrupp Riefenstahl), que incluía a ella, los ingenieros de sonido Hermann Storr, Walter Traut, los hermanos Gustav y Otto Lantschner, Sepp Allgeier y otros cuatro técnicos. Estaban equipados con dos limusinas Mercedes de seis plazas, una motocicleta BMW con sidecar y tarjetas de combustible para setecientos litros de gasolina, un vehículo de grabación de sonido y uniformes especiales diseñados con máscaras antigás y pistolas de bolsillo. El equipo de filmación fue enviado al Frente Oriental el 10 de septiembre de 1939 para documentar la invasión a Polonia. Riefenstahl colaboró porque quería sentirse útil; en ese país fue fotografiada vistiendo uniforme militar y portando una pistola en el cinturón en compañía de soldados alemanes.
El 12 de septiembre, se encontraba en la ciudad de Końskie cuando treinta civiles fueron ejecutados en represalia por un presunto ataque contra el ejército nazi. Según sus memorias, intentó intervenir, pero un soldado furioso la retuvo a punta de pistola y amenazó con dispararle en el acto; también aseguró que desconocía que las víctimas eran judíos. Existen varias fotos en blanco y negro que documentan este hecho; una de estas fotos, que un alemán le había tomado, tiene por epígrafe «Leni Riefenstahl se desmaya al ver a los judíos muertos». Más tarde, afirmó que solo escuchó disparos «en la distancia»: «¡Ni yo ni mi personal vimos nada!».
Para el 5 de octubre ya estaba de regreso en la Polonia ocupada, acompañando el desfile de la victoria de Hitler por Varsovia, mientras Sepp Allgeier y los hermanos Lantschner grabaron el evento bajo la dirección de Fritz Hippler. Después, abandonó Polonia y decidió no hacer más películas relacionadas con los nazis; además, rechazó la oferta de Goebbels de hacer un documental sobre la «línea Sigfrido» (Siegfried-Linie). El 14 de junio de 1940, el día en que París fue declarada ciudad abierta por los franceses y ocupada por las tropas alemanas, envió un telegrama al cuartel de Hitler:

Mit unbeschreiblicher Freude, tief bewegt und erfüllt mit heißem Dank, erleben wir mit Ihnen mein Führer, Ihren und Deutschlands größten Sieg, den Einzug Deutscher Truppen in Paris. Mehr als jede Vorstellungskraft menschlicher Phantasie vollbringen Sie Taten, die ohnegleichen in der Geschichte der Menschheit sind. Wie sollen wir Ihnen nur danken? Glückwünsche auszusprechen, das ist viel zu wenig, um Ihnen die Gefühle auszusprechen, die mich bewegen.
Con una alegría indescriptible, profundamente conmovida y llena de gratitud ardiente, compartimos con usted, mi Führer, su mayor victoria y la de Alemania, la entrada de las tropas alemanas en París. Usted supera todo lo que la imaginación humana tiene el poder de concebir, logrando hechos sin paralelo en la historia de la humanidad. ¿Cómo podemos agradecerle alguna vez? Felicitarlo es demasiado poco para expresar los sentimientos que me conmueven.

Tiempo después explicó: «Todos pensaron que la guerra había terminado y en ese espíritu envié el cable [telegrama] a Hitler».

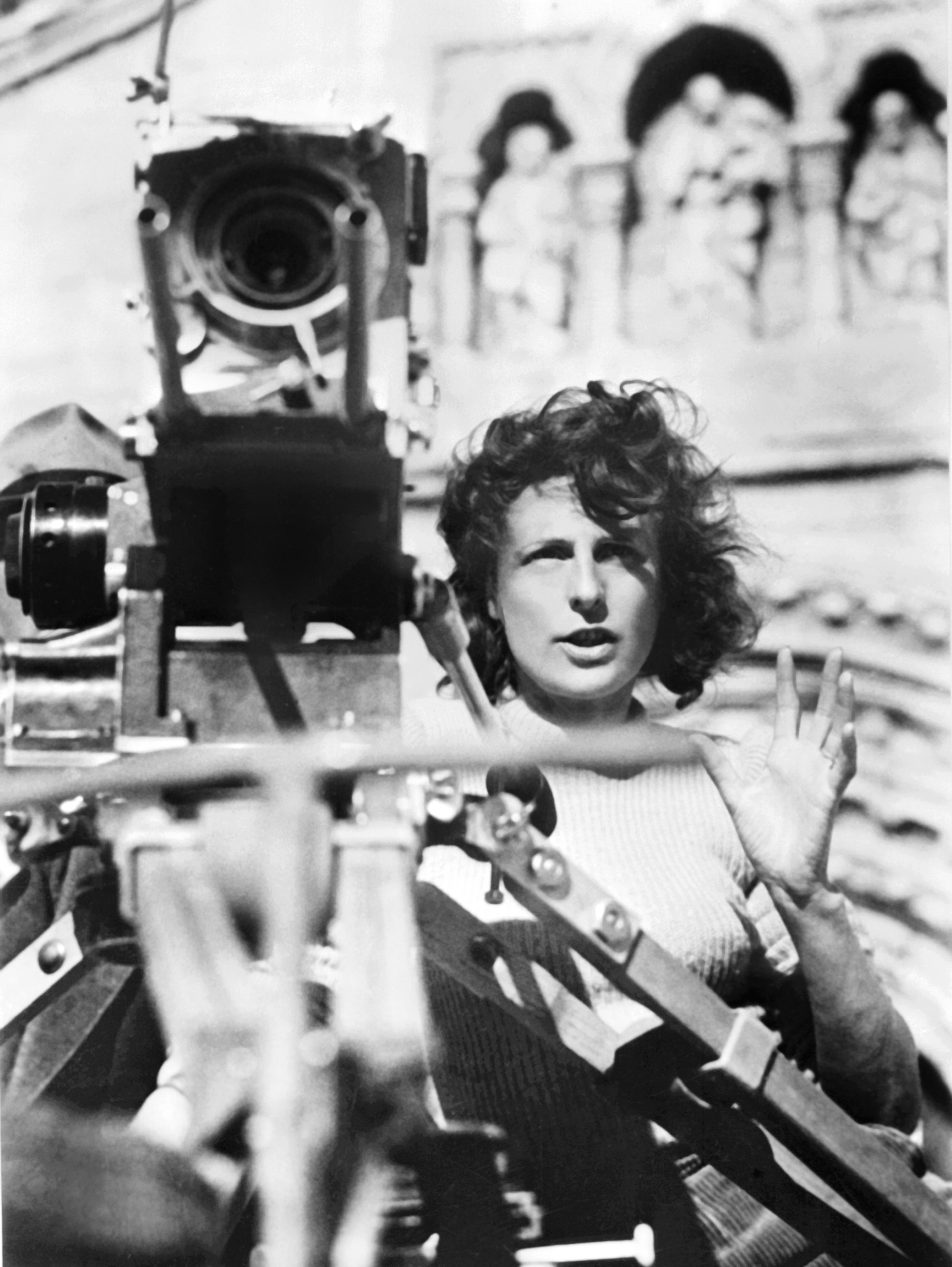
En el rodaje de Tierra baja en 1940.

Después de la trilogía de los congresos de Núremberg y Olympia, comenzó a trabajar en el largometraje que había intentado y no pudo dirigir en los años 1930: Tierra baja (Tiefland). Fue la tercera película más costosa producida durante el Tercer Reich: por orden directa de Hitler, el Gobierno alemán pagó siete millones de marcos imperiales como compensación y Riefenstahl recibió fondos privados para la producción, pero las tomas exteriores no se pudieron hacer en los Pirineos españoles, donde tenía lugar la trama, debido a la entrada de tropas italianas en el sur de Francia, por lo que el proyecto fue reubicado a los Alpes. Había asumido el papel femenino principal y fungió de directora, coproductora y guionista. Del 23 de septiembre al 13 de noviembre de 1940, filmó en Krün cerca de Mittenwald. Para darle autenticidad a su película, eligió extras gitanos de aspecto mediterráneo para interpretar a mujeres y granjeros españoles, los cuales fueron extraídos del campos de concentración de Salzburgo-Maxglan y forzados a trabajar bajo duras condiciones. Dieciocho meses después, en abril de 1942, comenzó la filmación de las tomas interiores en los estudios Tobis de Johannisthal y el complejo de la UFA en Babelsberg cerca de Berlín. Esta vez, ocuparon sintis y romaníes (gitanos) del campo de concentración de Marzahn cerca de Berlín. En octubre de 1944, evitando los bombardeos sobre territorio alemán, la producción de Tierra baja se trasladó a los estudios Barrandov en Praga para la filmación de interiores. Los lujosos escenarios de Barrandov hicieron de estas tomas algunas de las más costosas de la película, la cual no fue editada y estrenada hasta casi diez años después, el 11 de febrero de 1954, en Stuttgart.
A pesar de la abrumadora evidencia de que los internados en el campo de concentración fueron forzados a trabajar en la película sin compensación, alegó que todos los extras de Tierra baja habían sobrevivido y que se había reencontrado con varios de ellos después de la guerra: 

Wir haben alle Zigeuner, die in Tiefland mitgewirkt haben, nach Kriegsende wiedergesehen. Keinem einzigen ist etwas passiert.
Nos reencontramos con todos los gitanos que trabajaron en Tierra baja después que terminó la guerra. Nada le sucedió a nadie.

 Sobre esta controversia, en 1985 demandó a la cineasta Nina Gladitz por afirmar que había escogido personalmente los extras en el campo de concentración; Gladitz encontró a uno de los romaníes sobrevivientes y comparó su memoria con imágenes de la película para su documental Tiempo de silencio y oscuridad (Zeit des Schweigens und der Dunkelheit), que estaba preparando y que Riefenstahl trató de imponer la supresión de varias escenas. El Tribunal Regional Superior de Karlsruhe falló en gran medida a favor de Gladitz y declaró que Riefenstahl sabía que los extras eran de un campo de concentración, pero también que no había sido informada de que serían deportados al «campamento de gitanos» (Zigeunerlager Auschwitz) del campo de exterminio de Auschwitz después de que se completara la filmación. El asunto resurgió en 2002, poco antes de su muerte, cuando un grupo de romaníes la llevó a juicio por negar que los nazis intentaron exterminar a su pueblo, pero el caso fue archivado debido a la falta de interés público. Riefenstahl se disculpó y dijo: «Lamento que sintis y romaníes hayan sufrido durante el período del nacionalsocialismo. Hoy se sabe que muchos de ellos fueron asesinados en campos de concentración».
El 21 de marzo de 1944, se casó con Peter Jacob, oficial de la tropa de montaña, a quien había conocido en 1940 mientras filmaba en Mittenwald. Poco después de su boda, tuvo lugar su última reunión personal conocida con Hitler en el Berghof en Obersalzberg. Su relación con él decayó drásticamente en 1944, después de que su hermano Heinz murió en el Frente Oriental. A medida que la situación militar de Alemania se hizo insostenible a principios de 1945, salió de Berlín y estaba pidiendo un aventón con un grupo de hombres, mientras trataba de comunicarse con su madre, cuando las tropas estadounidenses la detuvieron. Salió de un campo de detención y comenzó una serie de escapes y arrestos a través del paisaje caótico. Finalmente, al regresar a casa en bicicleta, descubrió que las tropas estadounidenses se habían apoderado de su residencia y se sorprendió de lo amable que la trataron.

### Proyectos frustrados
En marzo de 1939, habló con Albert Speer sobre la construcción de un sitio de estudio cinematográfico de 225 000 m², especialmente adaptado a sus necesidades y cuyos costos serían asumidos en su totalidad por el NSDAP. Sin embargo, debido a la Segunda Guerra Mundial, este proyecto nunca se completó. Desde principios de ese año, Riefenstahl también había estado preparando la versión cinematográfica del drama Penthesilea de Heinrich von Kleist, en la que ella misma asumiría el papel de la reina amazona. Fundó Riefenstahl-Film GmbH con fondos estatales y se retiró a Sylt para escribir el guion. El rodaje debía comenzar en Libia a fines del verano de 1939, pero el plan fue frustrado por el estallido del conflicto bélico el 1 de septiembre de 1939.

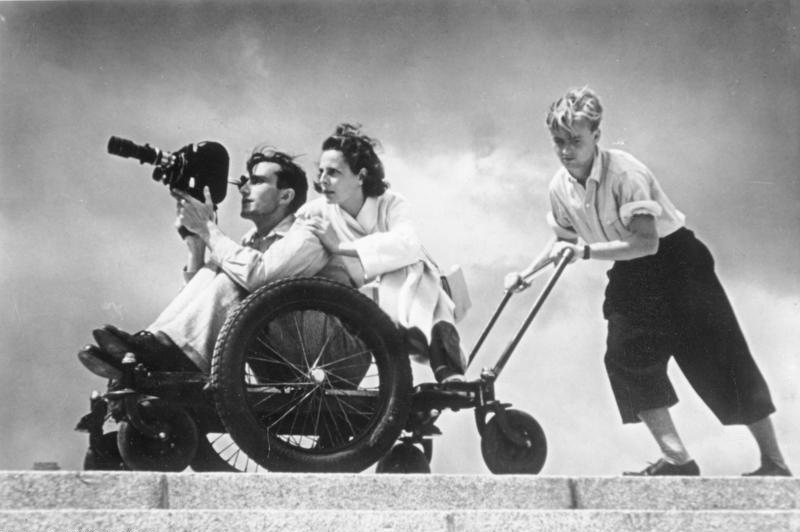
Riefenstahl filmando una escena complicada de Olympia con su camarógrafo Walter Frentz.

La mayoría de sus proyectos inacabados se perdieron hacia el final de la guerra. El Gobierno francés confiscó todo su equipo de edición, junto con los carretes de producción de Tierra baja. Después de años de disputas legales, se las devolvieron en 1953, pero denunció que el Gobierno francés había dañado algunas de las películas mientras intentaba desarrollarlas y editarlas, con algunas escenas clave faltantes, aunque ella se sorprendió al encontrar los negativos originales de Olympia en el mismo envío. Le negaron el ingreso al Festival de Cine de Cannes poco después del estreno de Tierra baja; aunque vivió casi cincuenta años más, ese fue su último largometraje. Intentó varias veces dirigir más películas en las décadas de 1950 y 1960, pero se encontró con resistencia, protestas públicas y fuertes críticas. Muchos de sus compañeros de cine habían huido de Alemania hacia Hollywood y no simpatizaban con ella. Su participación en la propaganda nazi y su cercanía con Hitler quedaron como una mancha en su carrera, por lo que los inversores en el negocio cinematográfico alemán de la posguerra se distanciaron de ella. Harry R. Sokal, quien había apoyado muchos de sus proyectos entre 1923 y 1932 y permaneció en contacto con ella después de 1945, ya no contaba con los medios financieros necesarios. Los guiones que escribió —El bailarín de Florencia (Der Tänzer von Florenz), Cumbres eternas (Ewige Gipfel) y Los demonios rojos (Die roten Teufel)— no obtuvieron financiación ni hubo productor para la cinta Federico el Grande y Voltaire (Friedrich der Große und Voltaire).
En 1954, Jean Cocteau, admirador de Tierra baja, insistió en que el largometraje se exhibiera en el Festival de Cine de Cannes, el cual dirigía ese año. En 1960, Riefenstahl intentó evitar que el cineasta Erwin Leiser yuxtapusiera escenas de El triunfo de la voluntad con imágenes de campos de concentración en su película Mi lucha (Mein Kampf). Tenía grandes esperanzas de una colaboración con Cocteau en Federico el Grande y Voltaire, en donde él desempeñaría dos papeles; pensaban que la obra podría simbolizar la relación de amor y odio entre Alemania y Francia, pero la enfermedad de Cocteau y su muerte de 1963 pusieron fin al proyecto. También fracasó una versión musical de La luz azul (The blue light) con una productora inglesa.
En la década de 1960 se interesó en el continente africano por Las colinas verdes de África (Green hills of Africa) de Ernest Hemingway y por las fotografías de George Rodger de los combates de lucha ceremoniales de los nuba. Visitó Kenia por primera vez en 1956 y luego Sudán. En una expedición al segundo país en 1962 conoció Masakin-Qisar, una de las aproximadamente cien tribus nuba, y permaneció allí hasta agosto de 1963. Desde entonces, visitaba a los nuba cada dos años, estudió su forma de vida y aprendió su idioma. La acompañaba su compañero Horst Kettner, quien recibió entrenamiento como camarógrafo. Aunque nunca se completó su proyecto cinematográfico sobre el comercio moderno de esclavos entre África Oriental y los países árabes del sur, titulado La carga negra (Die Schwarze Fracht), pudo vender las imágenes de la expedición a revistas en varias partes del mundo. Mientras exploraba los escenarios para el rodaje, estuvo a punto de morir en un accidente de camión. Después de estar en coma en un hospital de Nairobi, terminó de escribir el guion, pero pronto se vio frustrada por lugareños que no cooperaban, la crisis del canal de Suez y el mal tiempo; al final, el proyecto fue cancelado. Otros dos proyectos en África, la película Sinfonía africana (Afrikanische Symphonie) y el documental El Nilo (Der Nil), tampoco pudieron implementarse por razones financieras. Aun así, en 1974 el presidente Yaafar al-Numeiry le concedió la ciudadanía sudanesa por sus servicios al país, lo que la convirtió en la primera extranjera en recibir un pasaporte sudanés.

## Detención y juicios
En 1945, el novelista y escritor deportivo Budd Schulberg, asignado por la Marina estadounidense a la Oficina de Servicios Estratégicos para labores de inteligencia mientras estaba adscrito a la unidad documental de John Ford, recibió la orden de arrestarla en su chalé en Kitzbühel, aparentemente para que identificara a criminales de guerra nazis en imágenes de películas alemanas capturadas por las tropas aliadas poco después de la guerra. Riefenstahl se defendió alegando que no estaba al tanto de la naturaleza de los campos de internamiento: «Ella me dio una excusa común en estos casos. Y dijo: “Por supuesto, ya sabes, realmente entendí muy mal. No soy política”», relató Schulberg.
Entre 1945 y 1948 estuvo detenida en varios campos de prisioneros controlados por los Aliados en Alemania. En Dachau fue interrogada varias veces sobre su rol dentro del Tercer Reich y fue confrontada con imágenes de los campos de concentración. El 3 de junio de 1945, fue puesta en libertad y devuelta a Kitzbühel, entonces ocupada por los franceses. Un año después, el 15 de abril de 1946, Riefenstahl, su esposo y su madre fueron expulsados de Austria, por lo que se establecieron en Königsfeld im Schwarzwald. En mayo de 1947, las fuerzas de ocupación francesas la enviaron a una institución psiquiátrica en Friburgo debido a una supuesta depresión, donde relató que fue tratada con descargas eléctricas durante varios meses. Dos meses después, se divorció de Peter Jacob.
Se mudó a Schwabing con su madre después de su liberación de la institución psiquiátrica. Entre 1948 y 1952 fue sometida a cuatro procesos de desnazificación. En los dos primeros juicios —en Villingen en noviembre de 1948 y julio de 1949 en Friburgo— fue etiquetada como «no relacionada» (nicht betroffen). No obstante, en el tercer proceso en Friburgo, el 16 de diciembre de 1949, fue declarada «compañera de ruta» (Mitläufer), es decir, simpatizante de los nazis. Esta clasificación, por la que no hubo sanciones aparte de la pérdida del derecho al sufragio, fue finalmente confirmada por decisión de la Cámara de Apelaciones de Berlín del 21 de abril de 1952. Aunque no se le prohibió trabajar, después de 1945 no pudo realizar ningún otro proyecto cinematográfico aparte de la finalización del largometraje Tierra baja. Ganó más de cincuenta casos de difamación contra personas que la acusaron de tener conocimientos sobre las actividades del NSDAP, aunque los detalles sobre su relación con esta organización no quedaron claros.

## Últimos años

### África, fotografía, libros y película final
Sus primeras fotos de la tribu nuba fueron publicadas en la revista ilustrada Kristall en 1964. Fueron seguidas por una serie fotográfica titulada African Kingdom de la editorial Time Life, así como en las revistas Paris Match, L’Europeo y Life. En diciembre de 1969, Stern publicó en portada un artículo ilustrado con veinte fotos: Leni Riefenstahl fotografió a los nuba: imágenes que nadie ha visto (Leni Riefenstahl fotografierte die Nuba – Bilder die noch keiner sah heraus). Sus libros con fotografías de las tribus nuba fueron publicados en 1974 y en 1976, respectivamente, como Los nuba: hombres como de otro mundo (Die Nuba – Menschen wie vom anderen Stern), que documenta principalmente las rutinas cotidianas de los nuba, como la cosecha, la pintura corporal y las batallas rituales entre hombres, y Los nuba de Kau (Die Nuba von Kau), centrado en retratos e imágenes de ceremonias con mujeres bailando. Aunque lo anunciaron como fotografías a color sobresalientes, fueron duramente criticadas por la activista izquierdista estadounidense Susan Sontag, quien escribió en una reseña que los libros eran una prueba más de la «estética fascista» de Riefenstahl. En 1975, más de sus fotos sobre esa tribu aparecieron en la serie La fiesta de los cuchillos y el amor (Das Fest der Messer und der Liebe), diseñada por Rolf Gillhausen para la revista Stern. El Directorio de Arte del Club de Alemania le otorgó una medalla de oro por el mejor logro fotográfico de 1975. Fue fotógrafa acreditada de los Juegos Olímpicos de Verano de 1972 en Múnich e hizo una serie ilustrada de la estrella de rock Mick Jagger y su esposa Bianca para The Sunday Times. Fue invitada de honor en los Juegos Olímpicos de Verano de 1976 en Montreal. Mi África (Mein Afrika) de 1982 fue su tercer libro ilustrado con fotografías del continente africano. En la década de 1990, se abrieron una serie de exposiciones en todo el mundo que trataban sobre su faceta de artista gráfica y su trabajo; comenzó con la exposición Leni Riefenstahl – Life, diseñada por Eiko Ishioka, en el Museo Bunkamura de Shibuya, donde la cineasta estuvo presente para la ceremonia de inauguración en diciembre de 1991.
En 1978, publicó un libro de sus fotografías subacuáticas llamado Jardines de coral (Korallengärten), seguido de Maravilla bajo el agua (Wunder unter Wasser) en 1990. A sus noventa años seguía fotografiando la vida marina y ganó la distinción de ser una de los buceadores de mayor edad del mundo. El 22 de agosto de 2002, cuando cumplía 100 años, lanzó la película Impresiones submarinas (Impressionen unter Wasser), un documental idealizado de la vida en los océanos y su primera película en más de cincuenta años.
En 1987 publicó sus memorias, en las que había estado trabajando desde 1982. Fueron traducidas a varios idiomas y estuvieron en las listas de los más vendidos, especialmente en el extranjero. En 1992, participó en el documental biográfico La maravillosa vida horrible de Leni Riefenstahl (Die Macht der Bilder: Leni Riefenstahl) de Ray Müller, en la que dio extensas entrevistas, visitó los lugares de rodaje de sus películas y esbozó su trabajo diario. Además, se grabó la celebración del 90.º cumpleaños de la cineasta y sus sesiones fotográficas con Siegfried y Roy en Las Vegas y con Helmut Newton. El documental se estrenó en 1993 y fue galardonado con el Emmy. El 30 de agosto de 1997, Riefenstahl recibió un premio por su trayectoria profesional por la asociación de cineastas Cinecon en Glendale (California), por representar «todas las facetas de la cinematografía».
A principios de 2000, se anunció que Jodie Foster tenía la intención de llevar la vida de la directora a la pantalla grande. La ganadora del Óscar ya había discutido el guion con Riefenstahl, pero el inicio de la filmación se pospuso repetidamente. En 2011, Foster finalmente dijo que había renunciado al plan. Madonna también había mostrado interés, pero finalmente abandonó el proyecto.
En febrero de 2000, Müller acompañó a la cineasta a Sudán para la filmación del documental Leni Riefenstahl: su sueño de África (Leni Riefenstahl: ihr Traum von Afrika). En marzo, en el vuelo de regreso a Jartum, el helicóptero se estrelló cerca de El Obeid y Riefenstahl sobrevivió gravemente herida; fue trasladada en avión a un hospital de Múnich donde recibió tratamiento por dos costillas rotas. En octubre de ese año, estuvo presente en la Feria del Libro de Fráncfort para el lanzamiento de su biografía Leni Riefenstahl: cinco vidas (Leni Riefenstahl: fünf Leben) por Angelika Taschen.
Tuvo una relación con su camarógrafo Horst Kettner, cuarenta años menor que ella y que la ayudaba con las fotografías. Desde 1979 vivían en una villa de diseño propio de 1700 m² de terreno en Pöcking, cerca del lago de Starnberg. Riefenstahl fue miembro de Greenpeace durante ocho años, con el objetivo de «crear conciencia de lo que el mundo perderá si no se hace nada para evitar la destrucción de los océanos».

### Muerte

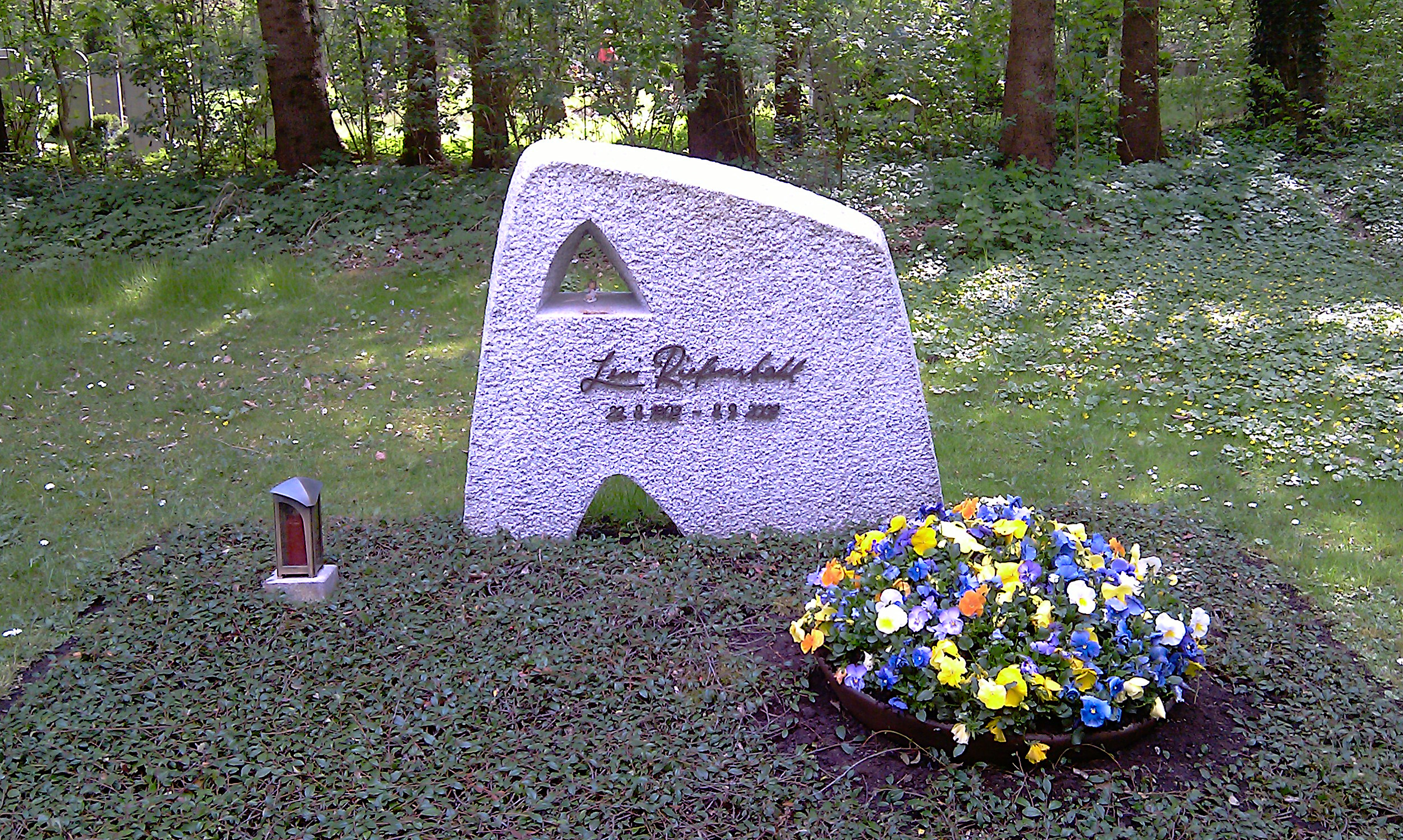
Tumba de Riefenstahl en el cementerio arbolado de Múnich.

Celebró su 101.º cumpleaños el 22 de agosto de 2003 en un hotel de Feldafing, en el lago de Starnberg (Baviera), cerca de su casa, pero enfermó el día siguiente. Padecía de cáncer desde hacía algún tiempo y su salud se deterioró rápidamente en las últimas semanas de vida. Su pareja, Kettner, dijo en una entrevista en 2002: «La Sra. Riefenstahl tiene mucho dolor y se ha debilitado mucho. Está tomando analgésicos».
Falleció en su casa en Pöcking mientras dormía alrededor de las diez de la noche del 8 de septiembre de 2003, a la edad de 101 años. Sus restos fueron incinerados y su urna fue enterrada el 12 de septiembre en el cementerio arbolado de Múnich. Después de su muerte, hubo una reacción mixta en los obituarios de las principales publicaciones, si bien la mayoría reconoció sus avances técnicos en el cine. Su viudo, Horst Kettner, conservó el archivo fotográfico y cinematográfico en su villa compartida (llamada Haus unter den Eichen, lit. en alemán «Casa bajo los robles») en Pöcking. En 2018, el material fue entregado a la Fundación del Patrimonio Cultural Prusiano en Berlín. Además de ser un «trabajo estético innovador», al aceptarlo la fundación declaró que asumía «también una responsabilidad especial para la discusión crítica», especialmente en el contexto del nacionalsocialismo.

## Crítica y legado

### Elementos y técnicas de expresión
Puso énfasis en escenas armoniosas, estéticas y simbólicas en sus películas. Por influencia de su mentor de cine de montaña Arnold Fanck, había desarrollado un sentimiento por el impacto de los paisajes y la arquitectura, por lo que eligió el pintoresco telón de fondo de Brenta en Trento para la trama de cuento de hadas La luz azul en su debut como directora. Se concentró en el misticismo de la historia a través del uso de niebla, luz y sombra. El resplandor azul que emana de una gruta de cristal en las noches de luna llena simboliza los ideales inalcanzables de la chica de montaña Junta, interpretada por Riefenstahl. También experimentó con filtros de color: al usar un filtro rojo, logró que el cielo azul diurno pareciera casi negro, de modo que pudiera grabar sin hacerlo por la noche. Recortó largas escenas para que la acción pareciera más entretenida, una técnica que también había aprendido de Fanck.

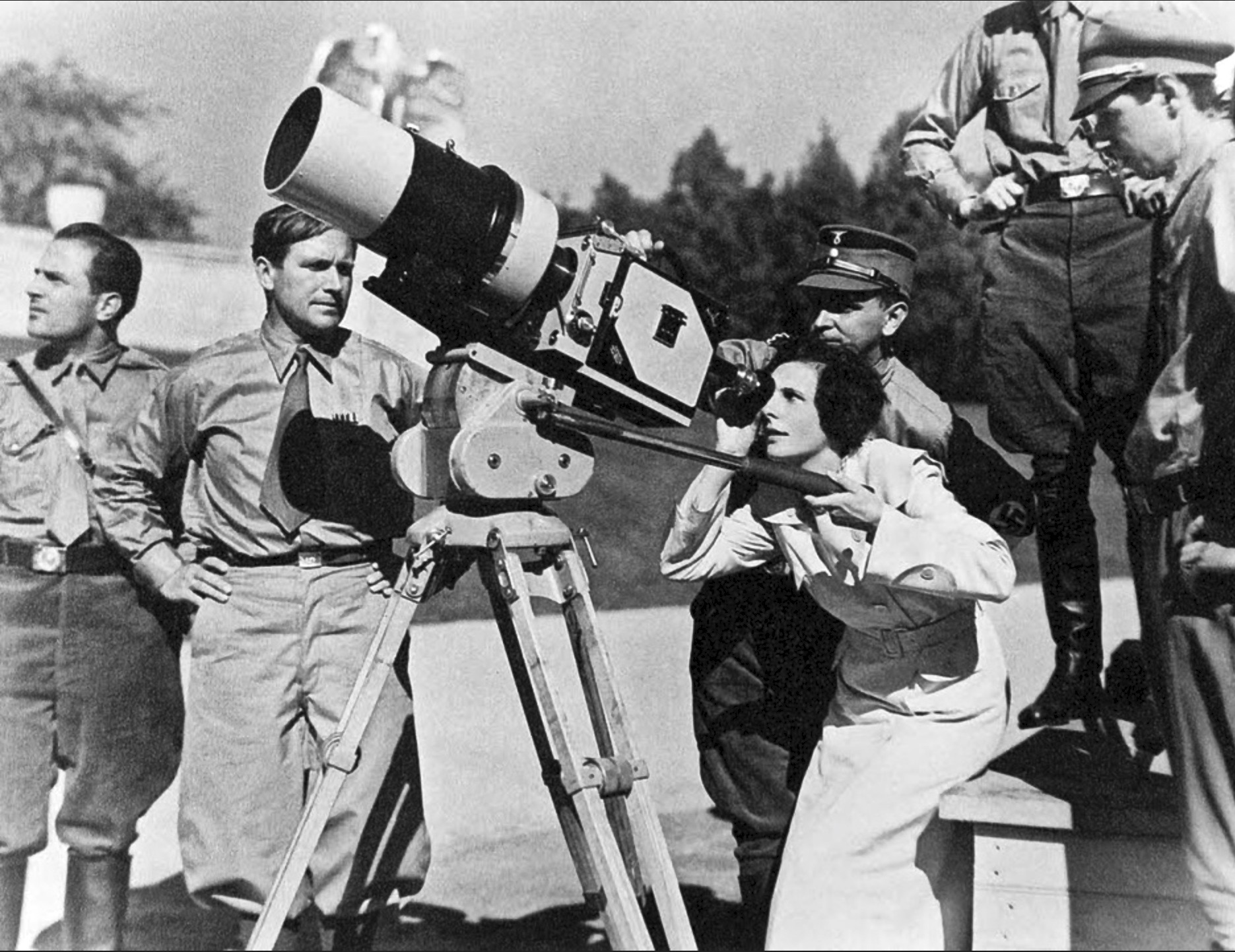
Riefenstahl revisando una cámara de la película El triunfo de la voluntad en 1934 en el campo Zeppelín de Núremberg. Los miembros de su equipo llevaban un uniforme de las SA para mantener la visión general de la manifestación, ya que los grupos desplegados estaban uniformados.

Según Riefenstahl, El triunfo de la voluntad debía ser más interesante que las estáticas noticias semanales del Deutsches Nachrichtenbüro. Para ello, ubicó a sus camarógrafos en varios sitios para captar desde diferentes ángulos, lo que le permitió una edición más dinámica. Sus tomas móviles fueron de las primeras en la historia del cine documental. Los camarógrafos filmaban en patines y desde vehículos en movimiento, colocaban la cámara en un elevador de asta de bandera o conducían con ella sobre rieles. Riefenstahl diseñó las transiciones de las escenas individuales de la manera más suave posible mediante la coordinación de los tonos grises y un uso específico (J-cut). También distorsionó el sonido diegético, lo que sugiere una influencia del cine artístico alemán, que, estimulado por el estilo del cine clásico de Hollywood, empleaba música para mejorar la narrativa, dar un sentido de grandeza y potenciar las emociones en una escena. En esta producción, Riefenstahl utilizó música tradicional para acompañar e intensificar sus tomas. Morgan (2006) comentó sobre esta distorsión del sonido «En El triunfo de la voluntad, el mundo material no deja una impresión auditiva más allá de la música. Cuando la película combina ruido diegético con la música, los efectos utilizados son humanos (risas o vítores) y ofrecen una extensión rítmica de la música en lugar de un contraste. Al reemplazar el sonido diegético, la película de Riefenstahl emplea música para combinar el documental con lo fantástico». Según Riefenstahl, la música sustituye el sonido en vivo del evento y funciona para transmitir el significado de sus tomas y su trasfondo: el orgullo nacional.
Su experiencia como bailarina influyó en el ritmo de las imágenes de El triunfo de la voluntad y la coreografía de las tropas en marcha. El montaje combinó contrastes dramáticos entre la multitud sin rostro y Hitler, que en una escena lo mostraba en un primer plano y con escenificación exagerada por el contrapicado de la cámara. Según Saunders (2016), Hitler era el punto de mira de la cámara: «Sin negar que la “masculinidad desenfrenada” (la “sensualidad” de Hitler y las SS) sirve como punto de mira, sugeriría que el deseo también se dirige hacia lo femenino. Esto no ocurre en las secuencias familiares de adorar a las mujeres que saludan la llegada de Hitler y la cabalgata a través de Núremberg. En estos, Hitler sigue siendo claramente el centro de atracción, sobre todo en el tratamiento visual de su amplio seguimiento. Más bien, está codificado en representación de banderas y pancartas, captadas de tal manera que las hace visualmente deseables, así como símbolos políticos potentes». Sobre esto, la bandera sirve como un símbolo de masculinidad, equiparado con el orgullo y dominio nacional y que canaliza la energía sexual y masculina de los hombres. El encuadre cinematográfico de las banderas encapsulaba su iconografía: «El efecto es una doble transformación significativa: las imágenes mecanizan a los seres humanos y dan vida a las banderas. Incluso cuando los portadores no están sumergidos en su mayoría bajo el mar de tela de colores y cuando los rasgos faciales son visibles en el perfil, no alcanzan carácter o distinción. Los hombres siguen siendo hormigas en un vasto mar. Por el contrario y paradójicamente, las banderas, ya sea unas pocas o cientos que ocupan el marco, asumen identidades distintas». Como la película no empleaba narrador, dejó que hablaran imágenes, cánticos, banderas de la esvástica y otros símbolos.

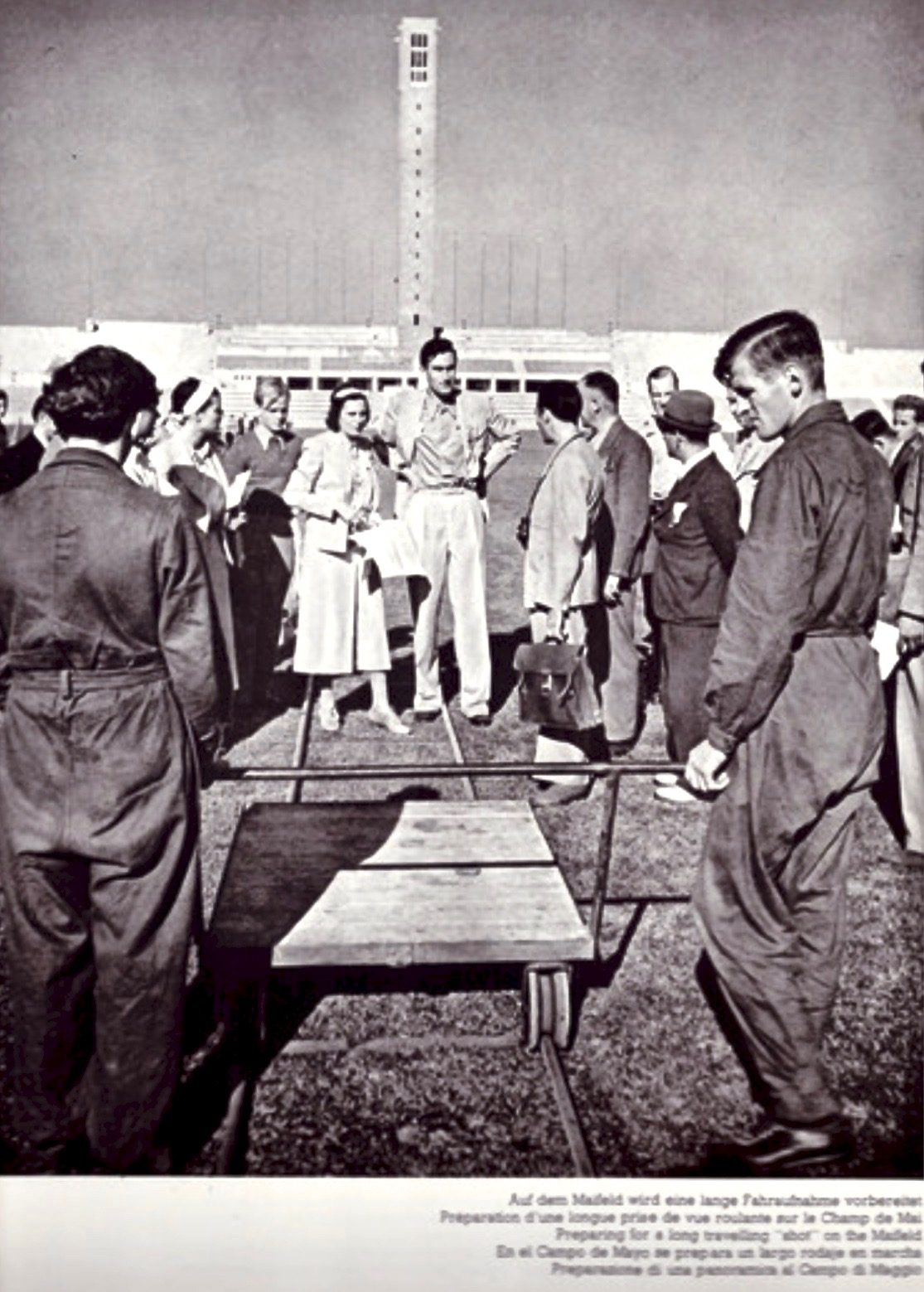
Riefenstahl y Walter Frentz preparándose para una larga toma de seguimiento en la pista de atletismo del Estadio Olímpico de Berlín (1936).

Para dirigir Olympia se inspiró en la antigua Grecia: escenificó a los atletas con esculturas antiguas y arquetipos heroicos en cámara lenta sobre cuerpos de hierro semidesnudos y movimientos de bailarines. Para acercarse lo más posible a los atletas, el equipo desarrolló muchas técnicas de grabación nuevas. Se cavaron pozos desde los que podían filmar a los saltadores de pértiga al aire libre. Para grabar las carreras de velocidad, diseñó una cámara catapulta que podía ir a lado de los atletas. También se utilizaron cámaras aéreas, subacuáticas y ferroviarias. Por primera vez, los camarógrafos emplearon teleobjetivos con una distancia focal de 600 mm para tomar imágenes en primer plano de atletas distantes.
Olympia se caracteriza por el uso de cámara alterna entre escenas (similar a un reportaje), la toma panorámica, el contrapicado, la cámara lenta, el plano subjetivo y los movimientos paralelos. El montaje se centró en la exageración simbólica mediante transiciones ópticas, en la música emotiva o la tensión entre la competición deportiva y el placer de la multitud. Otra característica del diseño es la transición entre las escenas y partes musicalmente ilustradas que parecen haber sido auténticamente comentadas por los oradores y las reacciones de la audiencia. Riefenstahl empleó secuencias de los entrenamientos, que no pudieron ser capturadas en la competencia real y que luego fueron insertadas en el metraje, para crear escenas dramáticas al nivel de una película. Para no hacer que la maratón fuese monótona, también utilizó elementos cinematográficos. Las grabaciones muestran a los corredores agotados, pero, al mismo tiempo, la música de conducción grabada transmite su voluntad inquebrantable de alcanzar la meta. Además, se reproducían las escenas de salto de altura a diferentes velocidades y, a veces, en reversa.

### Valoración de la obra y su influencia en la cultura pop
Para los estudiosos del cine, la trilogía del NSDAP y Olympia no son simples documentales, sino películas de propaganda y producciones artísticas de un culto al Führer y el cuerpo. En su ensayo Fascinante fascismo (Fascinating Fascism) de 1975, Susan Sontag escribió: «Los que defienden las películas de Riefenstahl como documentales, si el documental se distingue de la propaganda, están siendo poco sinceros. En El triunfo de la voluntad, el documento (la imagen) no es solo el registro de la realidad; la “realidad” fue construida para servir a la imagen». El crítico de cine Jürgen Trimborn opinó en su biografía de la cineasta: «Ningún documental sobre el nacionalsocialismo hoy puede prescindir de las imágenes de El triunfo de la voluntad. Ninguna otra película ha dado forma a nuestra idea visual de lo que era el nacionalsocialismo tan profundamente como ella». Martin Loiperdinger, profesor de Ciencias de la Información, valoró de una manera diferente: «[El triunfo de la voluntad representa] una fuente histórica única, pero no solo para el nacionalsocialismo como realmente era, sino como documento de cómo le gustaba verse el nacionalsocialismo».
Si bien La victoria de la fe se considera estéticamente imperfecta debido a algunas imágenes borrosas y escenas cómicas forzosas, El triunfo de la voluntad es vista como una obra maestra perfeccionista y una de las mejores películas de propaganda jamás hechas. Entre los elementos distintivos de estas películas de las conferencias del partido están la exageración visual de Hitler y la elegante coreografía de masas. En 1956, a pesar de un boicot estadounidense desde fines de la década de 1930, Olympia fue votada como una de las «diez mejores películas de todos los tiempos» por un jurado de Hollywood. La representación idealizada de fuerza, elegancia y poder sobre la base de cuerpos musculosos e impecables es característica de esa obra. Aunque Riefenstahl no inventó la estética fascista, fue quien la introdujo ingeniosamente al medio del cine y no dudó en erotizar el nacionalsocialismo. Después la publicación de sus libros ilustrados de la tribu nuba, Sontag la acusó de glorificar la fuerza física y el coraje en las fotografías con la ideología nazi y vincularlas sin titubeos con sus largometrajes propagandísticos de los años 1930.
Aunque sus trabajos siguen siendo controvertidos, existe un amplio consenso entre investigadores y críticos de cine de que Riefenstahl estableció estándares cinematográficos con su técnica de edición muy dinámica, revolucionaria para su época, y el uso de perspectivas de cámara completamente nuevas. Sus películas, especialmente El triunfo de la voluntad y Olympia, han influido en generaciones de artistas posteriores. Por ejemplo, George Lucas adaptó una escena de El triunfo de la voluntad en la ceremonia del templo Massassi de La guerra de las galaxias (1977), Quentin Tarantino también se inspiró en sus obras durante los preparativos de Inglourious basterds (2009) y la banda Rammstein lanzó en 1998 una versión de la canción «Stripped» de Depeche Mode, acompañada de un video con imágenes de Olympia. Sus obras siguen teniendo una influencia duradera en películas y campañas publicitarias, documentales y fotografías deportivas.

### La autopercepción de Riefenstahl
Veía estrictamente sus obras como documentales y rechazó vehementemente las acusaciones de propaganda nazi: 

Triumph des Willens ist ein Dokumentarfilm von einem Parteitag, mehr nicht. Das hat nichts zu tun mit Politik. Denn ich habe aufgenommen, was sich wirklich abgespielt hat und habe es insofern überhöht, als ich keinen Kommentar dazu gemacht habe. Ich habe versucht, die Atmosphäre, die da war, durch Bilder auszudrücken und nicht durch einen gesprochenen Kommentar. Und um das ohne Text verständlich zu machen, musste die Bildsprache sehr gut, sehr deutlich sein. Die Bilder mussten das sagen können, was man sonst spricht. Aber deswegen ist es doch keine Propaganda.
El triunfo de la voluntad es un documental de un congreso de partido, nada más. No tiene nada que ver con la política. Porque grabé lo que realmente sucedió y lo exageré hasta el punto de no narrarlo. Traté de expresar la atmósfera que estaba allí a través de imágenes y no de un comentario hablado. Y para que esto fuera comprensible sin texto, el lenguaje visual tenía que ser muy bueno, muy claro. Las imágenes debían decir más de lo que se hablaba. Pero no por eso es propaganda.

En sus memorias y varias entrevistas, también afirmó que inicialmente se resistió a rodar la trilogía del NSDAP, que desconocía sus habilidades como documentalista y que en realidad solo deseaba trabajar como actriz. Sin embargo, aseguró que Hitler la había presionado hasta que finalmente accedió, aunque con la condición de que nunca más tendría que hacer una película para él o el NSDAP.
Siempre enfatizó que no estaba interesada en la política y no había pensado en los efectos de sus obras. Defendía que su trabajo artístico era siempre de estética, no ideología. Sin embargo, hay evidencia que empleó su influencia a favor de los intereses del NSDAP, de manera que en 1936 intervino con Goebbels contra el nombramiento del candidato del Instituto Arqueológico Alemán para el puesto de jefe del instituto filial en Atenas, con el fin de colocar a un solicitante que era el líder del NSDAP/AO en Grecia. También expresó su entusiasmo por el libro de Hitler Mi lucha (Mein Kampf) a un periodista británico en 1934: «El libro me causó una gran impresión», confesó. «Me convertí en una nacionalsocialista acérrima después de leer la primera página». Al finalizar la guerra, reconoció era una «ingenua política» e ignoraba los crímenes de guerra. En 1949 escribió a Manfred George, editor en jefe del rotativo judeoalemán Aufbau en el exilio: «Casi me he vuelto loca por esto y temo que nunca podré liberarme de la pesadilla de este tremendo sufrimiento». No obstante, en entrevistas posteriores siempre condenó los crímenes nazis, pero, al mismo tiempo, se resistió contra cualquier noción de culpa: «¿[…] dónde está mi culpa? Dime, no arrojé bombas atómicas, no he negado a nadie. ¿Dónde está mi culpa?».

### Relación con Hitler

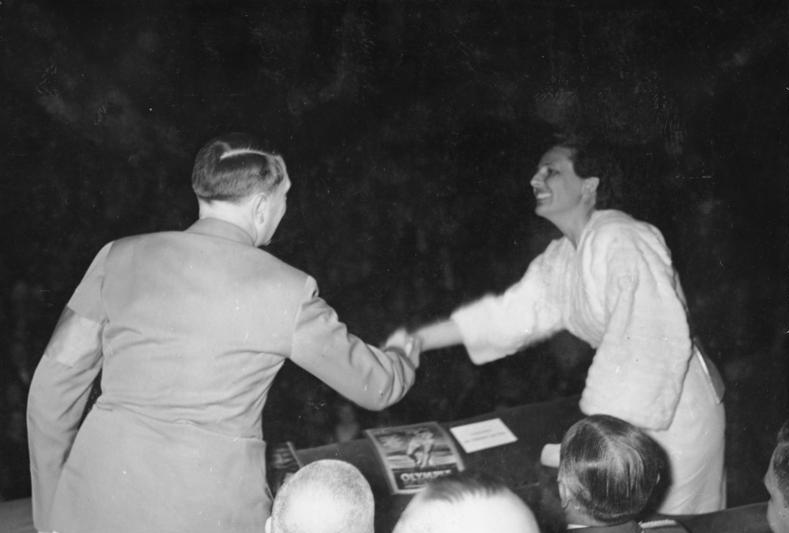
Hitler y Riefenstahl en el estreno de la primera parte de Olympia en 1938.

Hubo mucha especulación ya en los años 1930 y 1940 sobre la relación entre Riefenstahl y Hitler. Se alegó varias veces que había tenido una relación sexual con el canciller. Incluso después del suicidio de Hitler, los rumores eran alimentados repetidamente con supuestas revelaciones. Por ejemplo, los presuntos diarios de Eva Braun, que el colega de Riefenstahl, Luis Trenker, había entregado a un semanario sensacionalista, indicaban que la cineasta bailaba desnuda ante Hitler. En 1948, los familiares de Braun y Riefenstahl emprendieron acciones legales contra el editor. El tribunal sentenció que los registros eran una representación libre de un autor desconocido. La explicación de Trenker de cómo obtuvo los documentos era débil y luego admitió que «solo había hecho una broma».
Riefenstahl siempre negó que hubiera algo más que una relación puramente profesional entre ella y Hitler. Aunque sentía que él «la quería como mujer», nunca hubo intimidad. La correspondencia entre ellos que se ha dado a conocer es cordial y formal al mismo tiempo y respalda sus declaraciones. El jefe de prensa del NSDAP, Otto Dietrich, habló de un vínculo artístico duradero y amigable entre los dos. Riefenstahl manifestó que había diferenciado entre el político y «el hombre» en Hitler, aunque nunca negó haber caído ante su personalidad. Creía en lo bueno de él y reconoció lo demoníaco demasiado tarde debido a la ilusión: «Fui una de los millones que pensaron que Hitler tenía todas las respuestas. Solo vimos las cosas buenas; no sabíamos que vendrían cosas malas». También expresó que su mayor arrepentimiento era haber conocido a Hitler: «La mayor catástrofe de mi vida. Hasta el día de mi muerte, la gente seguirá diciendo “Leni es nazi”, y yo seguiré contestando “¿Pero qué es lo que hice?”».
Por su parte, Hitler, quien decía que las mujeres que interferían en asuntos políticos y militares eran «abominaciones» (Greuel), la valoró por su trabajo y dijo en una ocasión: «Tuve cuatro mujeres principales: la sra. Troost, la sra. Wagner, la sra. Scholtz-Klink y Leni Riefenstahl». Algunos autores citan la similitud en el carácter como la explicación de la amistad entre Riefenstahl y Hitler. Ambos eran descritos con personalidades muy decididas, dominantes, narcisistas y egocéntricas, cuya relación se caracterizaba por la identificación mutua y la satisfacción de sus anhelos. Según la psicoanalista Margarete Mitscherlich-Nielsen, uno descubrió en el otro «su autorretrato del alma, que coincidía con sus propias fantasías sobre la perfección, la superioridad y el arte de la seducción».

### Percepción pública

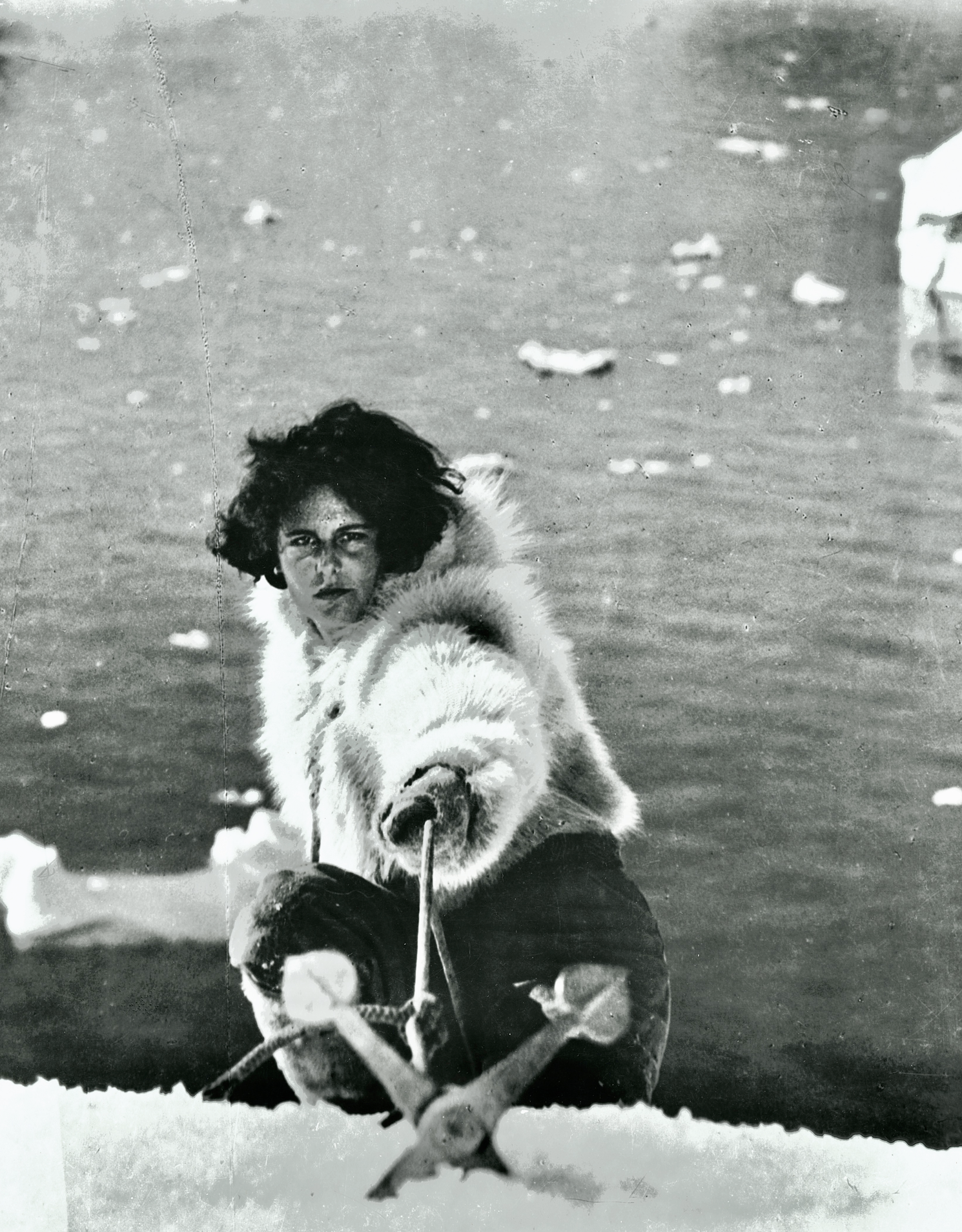
Imagen promocional de S.O.S. Eisberg (1932).

Leni Riefenstahl era considerada una «leyenda en vida» y el interés público en su persona continuó incluso después de su muerte. Su vida y obra se ha abordado y analizado en numerosas publicaciones científicas y no científicas y ha polarizado más que casi cualquier otra persona en la historia del cine. Algunos la han tildado como la «secuaz» (Steigbügelhalterin) de Hitler y una propagandista de la ideología nazi y la estética fascista; los otros la consideran una artista talentosa, condenada a que el Tercer Reich hiciera mal uso de sus obras con fines propagandísticos.
En la década de 1930, era reconocida como la «estrella de cine de montaña» y, más tarde, por nombramiento de Hitler, «directora de cine del Reich». Sin embargo, después de los pogromos de noviembre de 1938, la «amiga» (Lady Friend) de Hitler era boicoteada a nivel internacional, principalmente en el Reino Unido y los Estados Unidos. En Alemania, su alta reputación se revirtió después de 1945. En relación con los reportes sobre el proceso de desnazificación, que Riefenstahl tuvo que enfrentar desde 1948 hasta 1952, sus trabajos alguna vez celebrados ahora fueron evaluados críticamente y comenzó a cuestionarse la motivación puramente artística de la cineasta. El 1 de mayo de 1949, el semanario Revue informó por primera vez sobre los extras sinti y romaníes forzados a trabajar en la película Tierra baja y que fueron asesinados posteriormente. Riefenstahl emprendió acciones legales contra la revista y, entre otras cosas, logró que el Tribunal Distrital de Múnich condenara por difamación al editor Helmut Kindler. Fue el primero de aproximadamente cincuenta exitosas demandas por difamación.
Los reportes disminuyeron en la década de 1960, período en que fueron publicadas sus primeras fotografías de la tribu nuba. A partir de la década de 1970, comenzó a utilizarse el término «Renacimiento de Riefenstahl», especialmente fuera de Alemania: la artista y sus documentales fueron redescubiertos y circulaba un número creciente de reseñas acríticas. En el Festival de Cine de Telluride en 1974, fue honrada con el Medallón de Plata por sus servicios al arte cinematográfico, premio que compartió con Gloria Swanson y Francis Ford Coppola. Otros artistas expresaron su admiración y promovieron la rehabilitación de la cineasta. Sin embargo, voces críticas y protestas aisladas continuaron cuando se anunciaron sus apariciones públicas. El 30 de octubre de 1976, una entrevista concedida al programa nocturno Je später der Abend provocó polémica en Alemania: al ser interrogada sobre su carrera en el Tercer Reich, tuvo una discusión violenta con los otros invitados durante la transmisión en vivo.
Las reacciones se dividieron nuevamente cuando publicó sus memorias en 1987. Mientras The New York Times describió el trabajo de novecientas páginas como «cautivador» —a pesar de que puso su trabajo al servicio de los nazis— y lo incluyó entre «los cien libros notables» de 1993, otros criticaron la falta de autorreflexión y de análisis crítico del pasado; por ejemplo, Mitscherlich-Nielsen la describió en 1994 como una «supernegadora» (Superverleugnerin). En su cumpleaños número 100 el 22 de agosto de 2002 y con motivo de su muerte el 8 de septiembre de 2003, numerosos medios publicaron retrospectivas sobre su vida y su trabajo. En su obituario, el periódico británico The Times sintetizó las opiniones sobre su vida y obra: 

Leni Riefenstahl is the only woman who by general consent has yet achieved absolute greatness as a film-maker. But that is the only thing about her on which there is agreement. For she has been portrayed as an arch-villain and a selfless heroine; as a liar, a cheat, a dupe, a racist, a victim of a patriarchal society and a triumphant model of the artist-for-art’s sake. Perhaps the film historian Liam O’Leary summed up the contradictions best when he said: “Artistically she is a genius, and politically she is a nitwit.”
Leni Riefenstahl es la única mujer que, por consenso general, ha alcanzado la grandeza absoluta como cineasta. Aunque eso es lo único sobre ella en lo que hay acuerdo. Ha sido retratada como archivillana y una heroína desinteresada; como mentirosa, tramposa, ingenua, racista, víctima de una sociedad patriarcal y modelo triunfante del bien del artista por el arte. Quizás el historiador de cine Liam O’Leary resumió mejor las contradicciones cuando dijo: “Artísticamente, es una genio y, políticamente, una bobalicona”.

## Obras

### Filmografía
| Año  | Película | Función   | Función    | Función   | Función | Función                            |
| Año  | Película | Directora | Productora | Guionista | Actriz  | Rol                                |
| ---- | --- | --------- | ---------- | --------- | ------- | ---------------------------------- |
| 1925 | Wege zu Kraft und Schönheit – Ein Film über moderne Körperkultur Caminos hacia la fuerza y la belleza                                                     |           |            |           | Sí      | Danseuse                           |
| 1926 | Der heilige Berg La montaña sagrada |           |            |           | Sí      | Diotima                            |
| 1927 | Der große Sprung El gran salto |           |            |           | Sí      | Gita                               |
| 1928 | Das Schicksal derer von Habsburg El destino de los de Habsburgo                                                                                           |           |            |           | Sí      | Maria Vetsera                      |
| 1929 | Die weiße Hölle vom Piz Palü El infierno blanco del Piz Palü                                                                                              |           |            |           | Sí      | Maria Maioni                       |
| 1930 | Stürme über dem Mont Blanc Tormentas sobre el Mont Blanc                                                                                                  |           |            |           | Sí      | Hella Armstrong                    |
| 1931 | Der weiße Rausch – neue Wunder des Schneeschuhs El éxtasis blanco: nuevas maravillas del esquí                                                            |           |            |           | Sí      | Leni                               |
| 1932 | Das blaue Licht La luz azul | Sí        | Sí         | Sí        | Sí      | Junta                              |
| 1933 | SOS Eisberg Una versión estadounidense simultánea: S.O.S. Eisberg                                                                                         |           |            |           | Sí      | Hella Lorenz Ellen Lawrence        |
| 1933 | Der Sieg des Glaubens La victoria de la fe | Sí        |            |           |         |                                    |
| 1935 | Tag der Freiheit! – Unsere Wehrmacht (cortometraje) Día de la libertad: nuestras fuerzas armadas                                                          | Sí        | Sí         | Sí        |         |                                    |
| 1935 | Triumph des Willens El triunfo de la voluntad | Sí        | Sí         | Sí        |         |                                    |
| 1937 | Wilde Wasser (cortometraje) Agua salvaje |           | Sí         |           |         |                                    |
| 1938 | Olympia 1. Teil – Fest der Völker Olympia, parte I: festival de las naciones                                                                              | Sí        | Sí         | Sí        | Sí      | una modelo desnuda (no acreditada) |
| 1938 | Olympia 2. Teil – Fest der Schönheit Olympia, parte II: festival de la belleza                                                                            | Sí        | Sí         | Sí        |         |                                    |
| 1943 | Josef Thorak, Werkstatt und Werk (cortometraje) Josef Thorak: taller y obra                                                                               |           | Sí         |           |         |                                    |
| 1944 | Arno Breker (cortometraje) |           | Sí         |           |         |                                    |
| 1954 | Tiefland Tierra baja | Sí        | Sí         | Sí        | Sí      | Martha                             |
| 1993 | Die Macht der Bilder: Leni Riefenstahl (dirigida por Ray Müller) El poder de las imágenes: Leni Riefenstahl                                               |           |            |           | Sí      | ella misma                         |
| 2000 | Leni Riefenstahl: ihr Traum von Afrika/Leni Riefenstahl im Sudan (dirigida por Ray Müller) Leni Riefenstahl: su sueño de África/Leni Riefenstahl en Sudán |           |            |           | Sí      | ella misma                         |
| 2002 | Impressionen unter Wasser Impresiones submarinas | Sí        | Sí         | Sí        | Sí      | ella misma                         |

### Libros
- Riefenstahl, Leni (1933). Kampf in Schnee und Eis (en alemán). Leipzig: Hesse und Becker Verlag. OCLC 314568984.
- ——— (1935). Hinter den Kulissen des Reichsparteitag-Films: der Film „Triumph des Willens“ wurde im Auftrag des Führers geschaffen (en alemán). Múnich: Franz Eher Nachfolger. OCLC 34378283.
- ——— (1937). Schönheit im Olympischen Kampf: mit zahlreichen Aufnahmen von den Olympischen Spielen 1936 (en alemán). Berlín: Deutschen Verlag. OCLC 890183140.
- ——— (1973). Die Nuba: Menschen wie von einem anderen Stern (en alemán). Múnich: List. ISBN 978-3-423-01734-3. OCLC 10148770.

Traducción al español: Los nuba: hombres como de otro mundo. Barcelona: Blume. 1973. ISBN 978-8-470-31097-3. OCLC 77597355.
- ——— (1976). Die Nuba von Kau (en alemán). Múnich: List. ISBN 978-3-471-78521-8. OCLC 499888845.

Traducción al español: Los nuba de Kau. Barcelona: Blume. 1978. ISBN 978-8-470-31098-0. OCLC 802978534.
- ——— (1978). Korallengärten (en alemán). Múnich: List. ISBN 978-3-471-78527-0. OCLC 243903903.
- ——— (1982). Mein Afrika (en alemán). Múnich: List. ISBN 978-3-471-78531-7. OCLC 239744255.
- ——— (1987). Memoiren (en alemán). Múnich: Albrecht Knaus. ISBN 978-3-813-50154-4. OCLC 906513315.

Traducción al español: Memorias. Barcelona: Lumen. 1991. ISBN 978-8-426-41208-9. OCLC 75308946.
Traducción al inglés: Leni Riefenstahl: a memoir. Nueva York: Picador. 1995. ISBN 978-0-312-11926-3. OCLC 31607825. Resumen divulgativo – Transition (1997).
- ——— (1990). Wunder unter Wasser (en alemán). Múnich: Herbig. ISBN 978-3-7766-1651-4. OCLC 442637559.
- ——— (2002). Africa (en alemán). Colonia: Taschen. ISBN 978-3-8228-1616-5. OCLC 799313225.
- ——— (2002). Olympia: dokumentation zum Olympia Film (en alemán). Colonia: Taschen. ISBN 978-3-8228-1945-6. OCLC 473831666.

## Premios y distinciones
Festival Internacional de Cine de Venecia
| Año  | Categoría      | Película                            | Resultado |
| ---- | -------------- | ----------------------------------- | --------- |
| 1938 | Copa Mussolini | Olympia, parte 1 y Olympia, parte 2 | Ganadora  |